# Langenfeld (Rheinland)
Langenfeld (Rheinland) ist eine mittlere kreisangehörige Stadt im Kreis Mettmann (Regierungsbezirk Düsseldorf, Nordrhein-Westfalen, Deutschland). Mit 59.975 Einwohnern (Stand 31. Dezember 2024) ist sie nach Ratingen und Velbert die drittgrößte Stadt des Kreises.

## Geografie
Die Stadt Langenfeld liegt südöstlich von Düsseldorf, südlich von Hilden, westlich von Solingen und Leichlingen, nördlich von Leverkusen und östlich von Monheim am Rhein. Langenfeld wird von mehreren Bächen (etwa Viehbach, Blockbach und Galkhauser Bach) durchflossen, die ihr Wasser über den Langforter Bach dem Altrheinarm in Düsseldorf-Urdenbach zuführen. Das Stadtgebiet erstreckt sich auf den östlich des Rheins gelegenen Flussterrassen über etwa 42 Quadratkilometer, jedoch ohne direkten Zugang zum Rhein. Die Nord-Süd-Ausdehnung der Stadt beträgt etwa 7 km, die Ost-West-Achse etwa 6 km. Der tiefste Punkt mit etwa 40 m ü. NN. liegt im Knipprather Wald an der Stadtgrenze zu Monheim am Rhein. Die höchste Erhebung ist der Wenzelnberg an der Stadtgrenze zu Solingen mit etwa 112 m ü. NN.

## Geschichte

### Vor- und Frühgeschichte

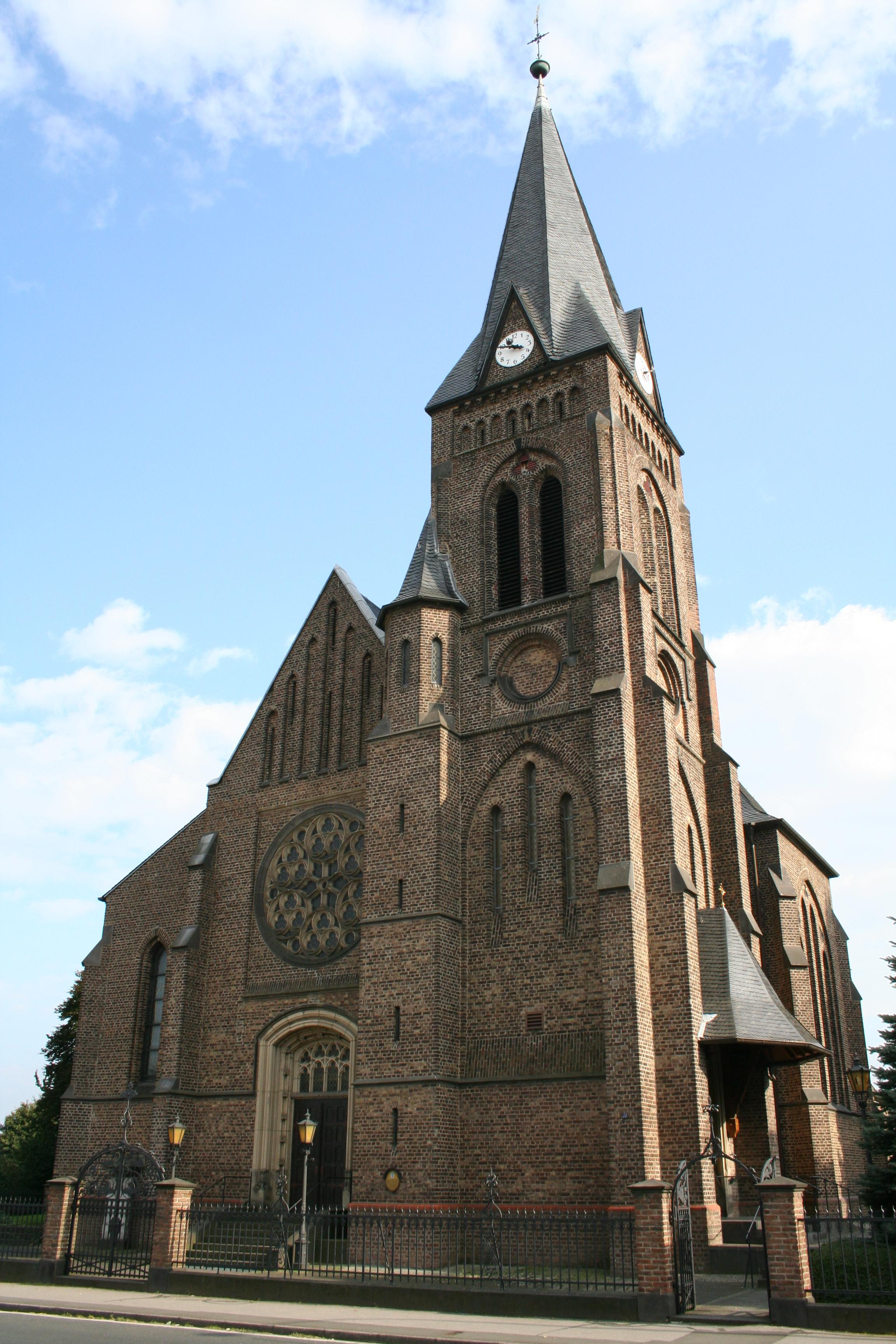
Kirche St. Barbara

Die Vor- und Frühgeschichte der Stadt ist noch weitestgehend unbekannt. Ein germanisches Gräberfeld aus dem ersten nachchristlichen Jahrhundert auf dem Rosendahlsberg/Neuburger Hof (Langenfeld-Reusrath Süd/Stadtgrenze zu Leverkusen) lässt jedoch auf eine frühe Besiedlung schließen, selbst wenn die dazugehörende Siedlung noch nicht gefunden wurde. Ein weiteres Gräberfeld entdeckte man bei Bauarbeiten im Januar 2016 an der Düsseldorfer Str. / An der Landstr. in Berghausen. Hier wird das Alter auf 2500 Jahre geschätzt. Die dazugehörende Siedlung ist ebenso wenig bekannt, wird jedoch in der Nähe vermutet.
Noch ältere Funde auf dem Rosendahlsberg (Steinabschläge für Klingen aus Feuerstein) konnten in die Altsteinzeit datiert werden. Sie werden heute im Museum für Ur- und Frühgeschichte in Köln aufbewahrt. Mehrere Steinbeile aus Langenfeld-Feldhausen aus der jüngeren Steinzeit dürften überdies die Vermutung rechtfertigen, dass die rechte Rheinterrasse bereits seit frühester Menschheitsgeschichte besiedelt ist. Nicht unerwähnt bleiben soll nach Auffassung der Heimatforscher der Neandertaler, schließlich gehörten Erkrath und Langenfeld beide dem Kreis Mettmann an.
Die Reste einer römischen Weiheglocke (überhaupt nur drei weitere aus der Antike bekannt) sowie u. a. weitere Scherbenfunde vom Rosendahlsberg konnten der Römerzeit zugewiesen werden. Aufsehen erregte zudem der Fund einer römischen Mercurius-Statuette 1976 an der Kirschstraße in Richrath. Mutmaßlich gab es also Handelsbeziehungen und Reiseverkehr über den Rhein hinweg in das Römische Reich.
Neuere Ausgrabungen an der St.-Martinus-Kirche in Langenfeld-Richrath ergaben, dass Orte mit der Endung -rath möglicherweise bereits Ende des achten Jahrhunderts, damit fast zweihundert Jahre früher als bisher angenommen, gegründet worden sein könnten. Jedenfalls lässt dies der Fund eines Knochens eines an der Kirche Bestatteten zu, der von den Forschern mit Hilfe der Radio-Carbon-Methode exakt auf das Jahr 796 datiert wurde. Dieses Ergebnis bestätigen nach jüngeren Zeitungsmeldungen die Grabungen in Reusrath an der Kirchenwüstung St. Barbara. Hier wurde am Alten Markt unter anderem ein Baumsarg gefunden. Zudem wurde die erste St.-Barbara-Kirche offenbar in einem bereits früher existierenden Gräberfeld errichtet. Weitere Untersuchungen hierzu stehen aber noch aus. Im Jahre 2009 wurde der Fund von der Kirchenwüstung nach einer feierlichen Messe am „Alten Markt“ auf dem Friedhof St. Barbara endgültig begraben.
Der bei Ausschachtungsarbeiten am 16. April 1964 auf der Kölner Straße 50 gefundene Genagelte Schädel aus Langenfeld könnte forensischen Untersuchungen zufolge einer etwa 20-jährigen Frau gehört haben. Darauf lassen einerseits die Schädelform sowie andererseits der Beifund einer mit Goldfäden durchwebten Kopfbedeckung schließen, mutmaßlich orientalischen Ursprungs (wird noch untersucht). Genagelte Schädel (bekanntester ist der mutmaßliche des Klaus Störtebeker) sind selten und dienten der Abschreckung. Zu datieren sei der Fund mutmaßlich in die Zeit der Hexenverfolgungen, so der Forensiker in archäologischen Diensten, Peter Pieper, in seinem Vortrag im Februar 2008 (vgl. auch Müller.).
Nicht dokumentiert ist eine Pferdebestattung auf dem „Götscher Weg“ in Langenfeld-Richrath, die bei Ausschachtungsarbeiten für eine Kanalbaumaßnahme in den 1960er Jahren dort entdeckt worden sei, so alte Anwohner der Straße. Hinweise auf deren Bedeutung reichen von der Völkerwanderungszeit bis hin zum Tod des Anführers eines Vorauskommandos im Türkenkrieg von 1663/1664, von dem türkische Geschichtsbücher berichten würden. Allerdings gibt es zwei Überlieferungen (zitiert bei Görgens) zu der Geschichte, eine Sage aus Berghausen um den Weißenstein sowie eine weitere aus Rheinmülheim (Köln-Mülheim) um den Sieg des deutschen Kaisers über ein Heer aus dem Osten, die mit der Bestattung in Zusammenhang stehen könnten. Ebenso stehen noch Untersuchungen zu mutmaßlich frühmittelalterlichen Burgställen im Further Moor im Zusammenhang mit der Sage um das versunkene Schloss aus (Hapelrath), ebenfalls zu Bodenzeichnungen in den (so genannten: Leichlinger) Sandbergen.

### Die Entwicklung zur Stadt

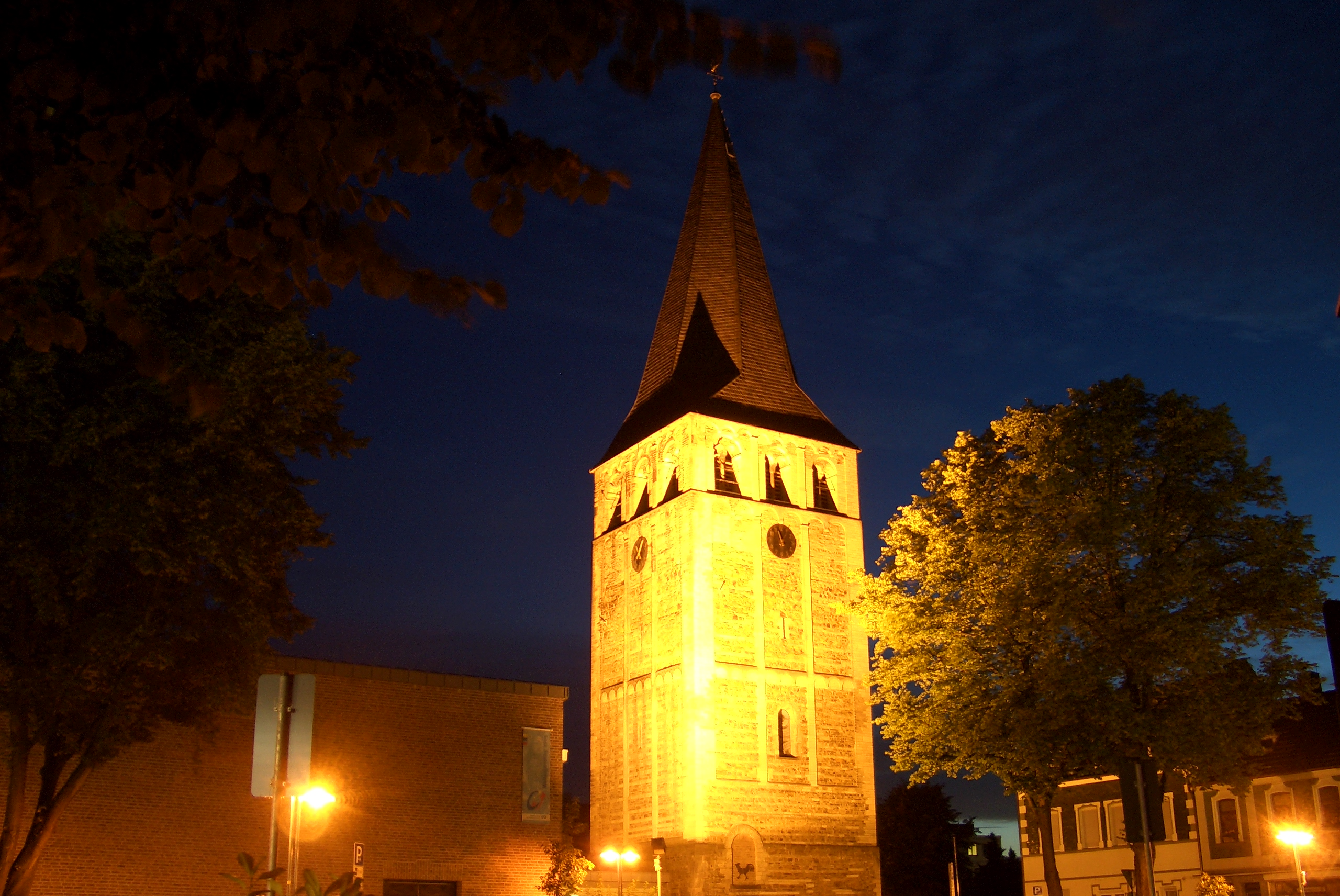
Kirchturm St. Martin

Auf dem heutigen Stadtgebiet bestanden seit dem 19. Jahrhundert die Gemeinden Reusrath und Richrath, die beide zur Bürgermeisterei Richrath im Landkreis Solingen gehörten. Zur Gemeinde Reusrath gehörten unter anderem Hausingen und Mehlbruch, zur Gemeinde Richrath Berghausen, Hucklenbruch, Immigrath und Wiescheid.
Reusrath und Richrath wurden am 1. April 1910 zur Gemeinde Richrath-Reusrath zusammengeschlossen. Seit 1929 gehörte Richrath-Reusrath zum Rhein-Wupper-Kreis. Am 11. November 1936 wurde Richrath-Reusrath in Langenfeld (Rhld.) umbenannt. Die Gemeinde erhielt 1948 die Stadtrechte. Seit 1975 gehört Langenfeld infolge der Gebietsreform in NRW durch das Köln-Gesetz zum Kreis Mettmann.
Die erste urkundliche Erwähnung als „Langevelt“ findet sich in einer Urkunde des Jahres 1396. Die Bezeichnung „Das lange Feldt“ tauchte dann wieder in einer 1673 in Paris veröffentlichten Karte von Nicolas Sanson auf. Eine weitere von Johann Baptist Homann datiert um 1730. Danach bezeichnete man offenbar ursprünglich mit dem „langen Feld“ das gesamte bäuerliche Siedlungsgebiet zwischen Itterbach im Norden und Wupper im Süden, zwischen Monheim im Westen und Bergischem Land im Osten.
Eine erste schriftliche Erwähnung aus der heutigen Stadt Langenfeld findet sich für Neurath (Voigtslach, Stadtgrenze Leverkusen) in einer Kaiserwerther Urkunde aus dem Jahre 904, während die urkundlich erwähnte Geschichte Richraths nur bis in das Jahr 1090, die von Reusrath bis in das Jahr 1281 zurück reicht. Die ursprünglich im Herzogtum Berg liegenden Dörfer wurden zudem ab etwa 1289 durch den Grafen von Jülich unter dem Namen „Kirchspiel Richrath“ geordnet. Die Verwaltung der späteren, von 1666 bis 1804 währenden Herrschaft Richrath, erfolgte zeitweise über die Bergische Freiheit Monheim am Rhein. Ältestes erhaltenes Bauwerk ist der romanische Turm der Kirche St. Martin in Richrath (erbaut um 1150).

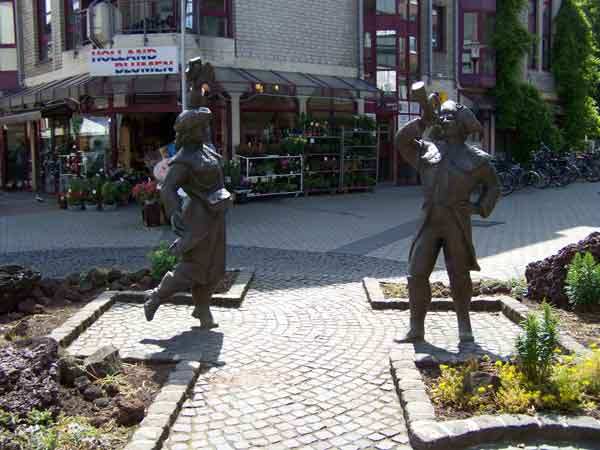
Postillon und Christel von der Post vor der Stadtgalerie in Langenfeld

Die Entwicklung der Stadt Langenfeld ist wesentlich mit durch die Lage an der alten Via Publica, der späteren Köln-Arnheimer Chaussee und heutigen B 8 geprägt. Über diese europäische Fernverkehrsstraße sowie die weitere überregionale Verbindung zwischen Hitdorfer Rheinhafen und dem Bergischen Land reisten viele Menschen und wurden Waren in alle Himmelsrichtungen verteilt. In logischer Konsequenz erhielt bereits am 8. Juni 1668 der Düsseldorfer Fuhrunternehmer Johann Maurenbrecher eine erste Konzession zur regelmäßigen „Postfuhr“ zwischen Köln und Düsseldorf. Im Jahre 1774 wurde eine erste Poststation der von den Thurn und Taxis betriebenen kaiserlichen Reichspost in Berghausen am Probsthof (Alt Langenfeld) eingerichtet, die zunächst bis 1788 dort betrieben wurde. Einer Rückverlegung der Station nach Opladen war wenig Glück beschieden, so dass dessen Posthalter am 25. September 1793 die Dienstentlassung zugestellt wurde. Ab dem 11. Oktober 1793 wurde die Station deshalb endgültig bis zur Einstellung des Postkutschenwesens wieder in Langenfeld und zwar am heutigen Berliner Platz (gegenüber Haus Wagner) eingerichtet. Für das Jahr 1844 sind dort 24 Postillone verbürgt, die jeweils vier gleichfarbene und damit insgesamt knapp 100 Pferde zum Auswechseln für die Postkutschen betreuten.
Dieser Teil der Geschichte spiegelt sich noch heute im Kopf des Stadtwappens (1939 verliehen) in Form des Posthorns wider. Relikte dieser Zeit sind auch die etwa 1,5 m hohen, quadratischen Steinstelen, auf denen die Reisezeiten per Postkutsche zu den Städten Köln, Düsseldorf und Solingen in Stunden angegeben sind. Mit dem Aufkommen der Eisenbahn nahm jedoch die Bedeutung der Postkutschen wie auch der Pferdewechselstation in Langenfeld schließlich wieder ab. Eine letzte Fahrpost verließ Langenfeld im Jahre 1905. Dennoch erscheint vor dem Hintergrund der überregionalen Bedeutung der Posthalterei die Verlegung der „Landes-Reit- und Fahrschule Rheinland“ nach Langenfeld als eine logische Folge.
Heute wird die vergangene Postkutschentradition durch das „Traditionspaar der Stadt Langenfeld“ gewürdigt. Bei feierlichen Anlässen repräsentieren „Postillon und die Christel von der Post“ gemeinsam mit dem Bürgermeister die Stadt Langenfeld. Das Paar wird hierbei häufig von der Kutschergarde in historischen Postuniformen der damaligen deutschen Länder sowie der Kaiserzeit begleitet. Eine Bronzeabbildung des Traditionspaares findet sich vor dem Haupteingang der „Stadtgalerie“.

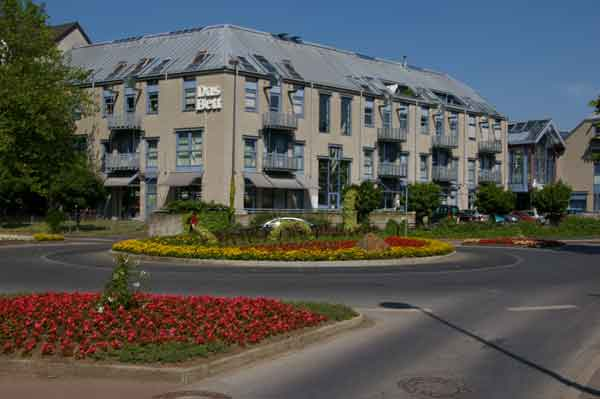
Marktplatzbebauung
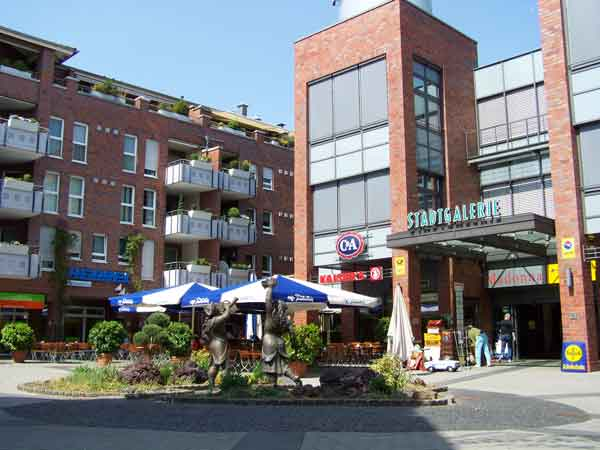
Stadtgalerie
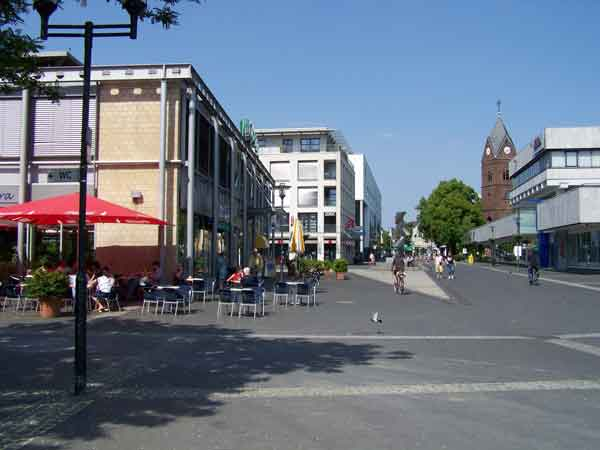
Fußgängerzone
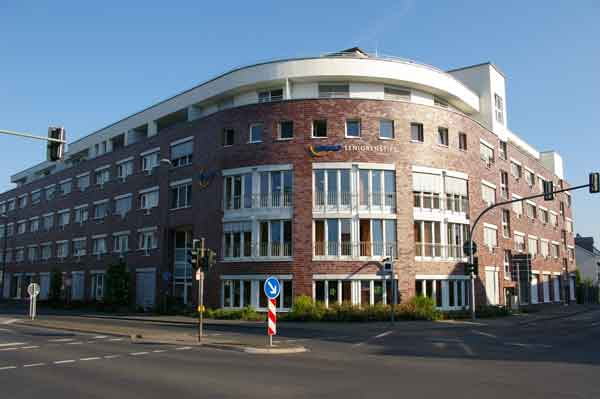
Hewag Seniorenstift
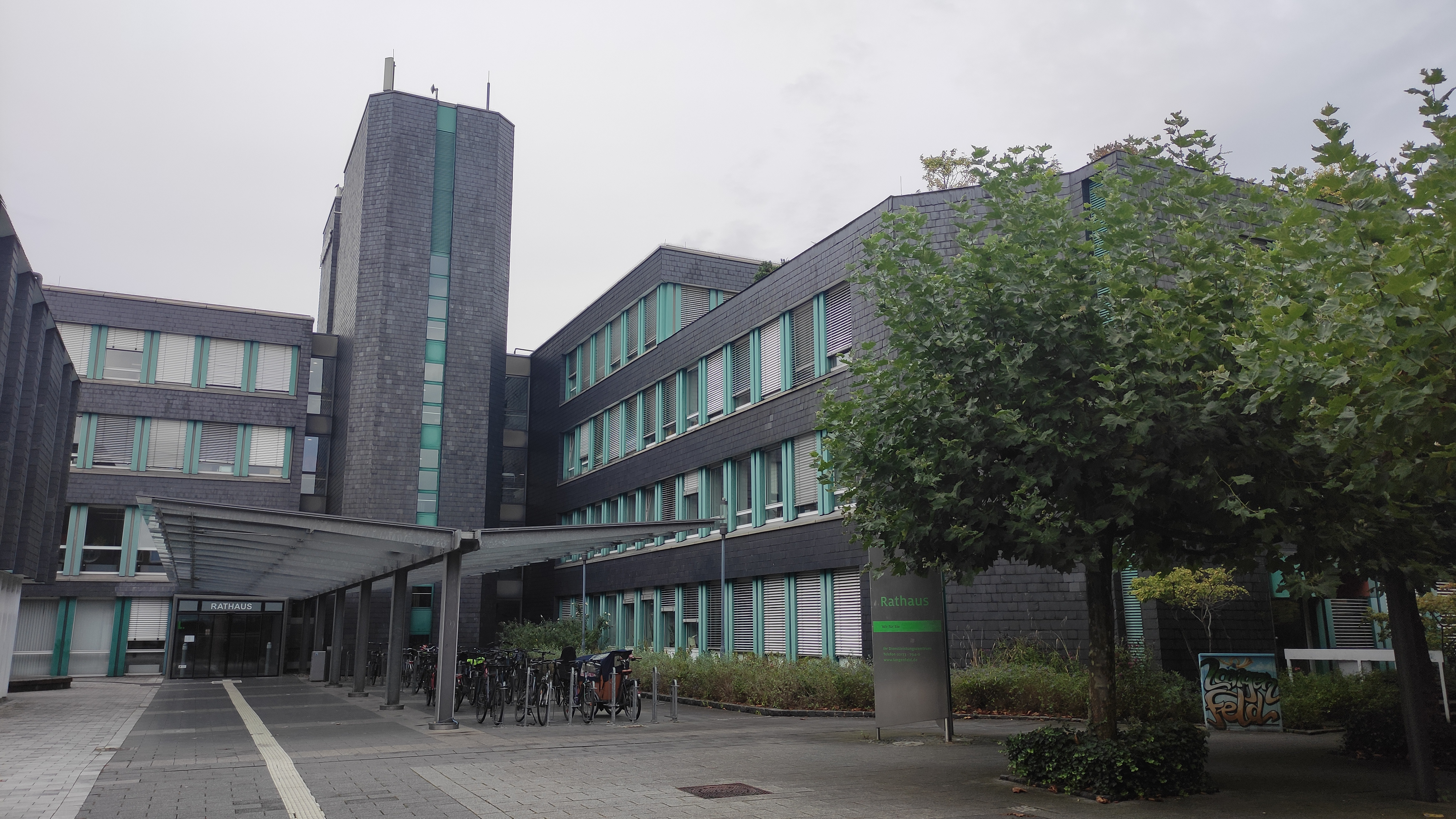
Rathaus

### Massaker in der Wenzelnbergschlucht
In der Wenzelnbergschlucht auf dem Langenfelder Stadtgebiet wurden am 13. April 1945 im Zuge von Kriegsendphasenverbrechen 71 Insassen aus dem Zuchthaus Lüttringhausen von Gestapo-Leuten hingerichtet. Die Leichen wurden nach dem Krieg von 25 bekannten Nationalsozialisten unter Aufsicht amerikanischer Besatzungssoldaten, angeführt von einem 19-jährigen Funker, exhumiert und später vor dem Rathaus in Solingen-Ohligs bestattet. Im Jahre 1965 wurden die Opfer an das Mahnmal Wenzelnberg umgebettet, wo jährlich eine Gedenkveranstaltung stattfindet.

### Während der Europäischen Flüchtlingskrise in den 2010er-Jahren
Langenfeld beherbergte zum 16. Oktober 2015 546 Asylbewerber mit einem laufenden Asylverfahren und zusätzlich 91 Flüchtlinge verteilt auf zwei Erstaufnahmeeinrichtungen (Sporthalle des Konrad-Adenauer-Gymnasiums und eine Turnhalle im Stadtteil Wiescheid), deren gemeinsame Kapazität 130 Personen beträgt. Am 14. Oktober beschloss die Stadtverwaltung, zusätzlich zu den bestehenden Erstaufnahmeeinrichtungen mit der Wilhelm-Würz-Halle eine weitere Sporthalle für die Erstaufnahme von Flüchtlingen vorzubereiten.

### Wirtschaftsgeschichte

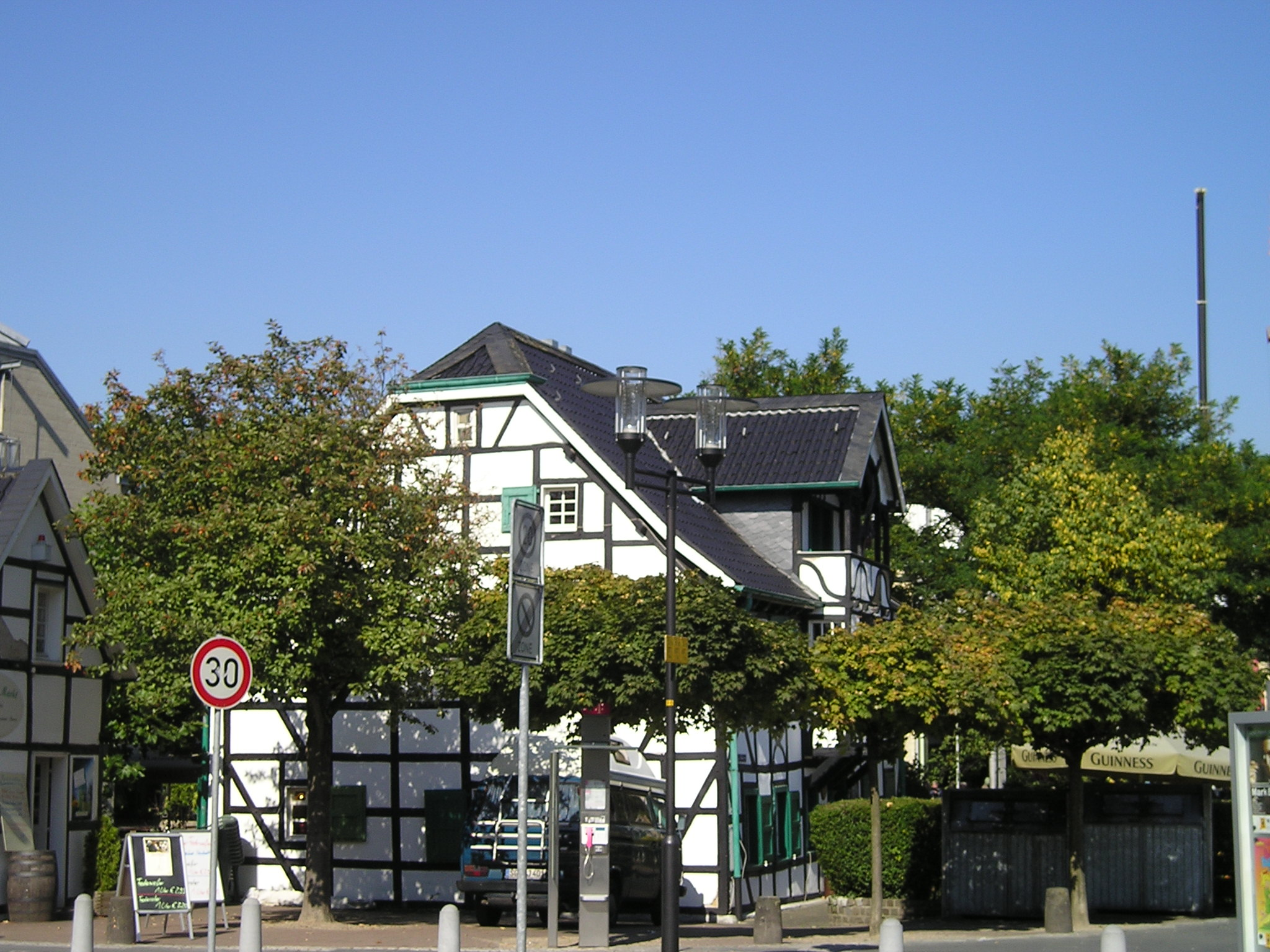
Haus Arndt

Nach den Funden der Steinzeit urteilend wurde Langenfeld über lange Zeiträume durch bäuerliche Siedlungen geprägt. Ein Beleg hierfür ist das Haus Arndt in der Stadtmitte, ein ehemaliges Bauernhaus, das heute gastronomisch genutzt wird.
Kleinere Handwerksbetriebe prägten ebenso das Stadtbild, wie am Beispiel des seit 2008 wieder aufgebauten Schalenschneiderkotten zur Herstellung von Messergriffen zu sehen ist. In dem Kotten (Haus), der sich in einer frei einzusehenden Ausstellungshalle im Volksgarten befindet, produzierten Männer aus Wiescheid in Lohnarbeit Holzgriffe für die Solinger Schneidwarenindustrie. Erste größere Betriebe wie Webereien siedelten sich ab etwa 1860, erste Metallverarbeitende Betriebe ab 1895 an. Dank der günstigen geographischen Lage zu den Städten Köln, Leverkusen, Solingen und Düsseldorf, in Verbindung mit den guten Verkehrsanbindungen durch die Bundesbahnlinie S6, den Autobahnen 3, 59 und 542, den Bundesstraßen 8 und 229 sowie moderaten Gewerbesteuerhebesätzen erlebt die Stadt Langenfeld seit den 1980er Jahren einen weiteren steten Aufschwung. In der Folge entstanden viele neue Unternehmen in Langenfeld oder wechselten Sitz oder Verwaltung nach Langenfeld, wie etwa die Firma Lanxess im Jahre 2005.
Ausgewählte Exponate zur Stadtgeschichte zeigt das Stadtmuseum Langenfeld, andere werden durch das Römisch-Germanische Museum Köln und das Rheinische Landesmuseum Bonn verwahrt. Diesbezügliche Exponate beziehen sich allerdings eher auf die Geschichte der Durchreisenden, wie die der Steinzeitjäger und -sammler, oder aber auf durch Handel Erworbenes, Verlorenes oder als Bestattungsbeigaben Mitgegebenes. Zur bäuerlichen Siedlungsgeschichte und damit zur Wirtschaftsgeschichte über viele Jahrhunderte vermittelt das Rheinische Freilichtmuseum in Kommern in der Eifel einen Eindruck. Und für den Wandel über das Handwerk zur Industrialisierung – auch für den hiesigen vorbergischen Raum – sei auf das Westfälische Freilichtmuseum Hagen verwiesen.

### Flagge, Wappen, Siegel und Logo
Die Stadt führt ein Stadtwappen, eine Flagge und ein Dienstsiegel sowie ein Logo. Das Recht zur Führung eines Wappens ist der Stadt mit Urkunde vom 26. Juli 1939 vom Oberpräsidenten der Rheinprovinz in Koblenz verliehen worden.

Wappen
Flagge
Siegel
Logo

Die Flagge der Stadt Langenfeld Rhld. zeigt die Farben Grün-Weiß-Grün und das im nächsten Absatz näher bezeichnete Stadtwappen in der Mitte des Fahnentuches.
Blasonierung: Unter grünem Schildhaupte, darin ein goldenes Posthorn mit blauer Schnur und blauen Troddeln, in Silber ein zwiegeschwänzter, blaugekrönter, -bewehrter und -bezungter roter Löwe.
Langenfeld war die alte Thurn- und Taxissche Poststation „im langen Feld“ zwischen Düsseldorf und Köln; das Posthorn erinnert daran. Der Bergische Löwe erinnert an die frühere Zugehörigkeit zum Herzogtum Berg.
Das Siegel der Stadt zeigt das Wappen mit der Umschrift „STADT LANGENFELD RHLD.“

## Bevölkerung
Zum Stichtag 31. Dezember 2015 hatte die Stadt Langenfeld insgesamt 58.767 Einwohner. Davon waren 28.621 männlich und 30.146 weiblich.

### Einwohnerentwicklung
In den Jahren 2006 bis 2009 (Stichtag jeweils 30. Juni) verteilte sich die Anzahl der Bürger auf die einzelnen Stadtteile wie folgt:
|            | 2006   | 2007   | 2008   | 2009          |
| ---------- | ------ | ------ | ------ | ------------- |
| Mitte      | 11.015 | 10.974 | 11.024 | 10.989 (− 35) |
| Immigrath  | 16.489 | 16.651 | 16.595 | 16.543 (− 52) |
| Richrath   | 15.367 | 15.289 | 15.415 | 15.438 (+ 23) |
| Reusrath   | 7.161  | 7.189  | 7.196  | 7.145 (− 51)  |
| Berghausen | 5.728  | 5.772  | 5.812  | 5.792 (− 20)  |
| Wiescheid  | 3.187  | 3.200  | 3.170  | 3.149 (− 21)  |

Die Einwohnerzahlen nach Geschlecht und der Ausländer waren wie folgt:
|           | 2006           | 2007           | 2008           | 2009           | 2012           | 2014           | 2015           | 2016           | 2017           | 2018            |
| --------- | -------------- | -------------- | -------------- | -------------- | -------------- | -------------- | -------------- | -------------- | -------------- | --------------- |
| Einwohner | 58.947         | 59.075         | 59.213         | 59.056         | 59.207         | 57.083         | 58.033         | 58.563         | 58.698         | 58.927          |
| männlich  | 28.808         | 28.893         | 28.960         | 28.835         | 28.841         | 27.635         | 28.239         | 28.461         | 28.500         | 28.638          |
| weiblich  | 30.139         | 30.182         | 30.253         | 30.221         | 30.366         | 29.448         | 29.794         | 30.102         | 30.198         | 30.288          |
| Ausländer | 4.609 (7,19 %) | 4.705 (7,96 %) | 4.641 (7,84 %) | 4.647 (7,87 %) | 4.967 (8,38 %) | 4.794 (8,40 %) | 5.580 (9,61 %) | 5.787 (9,88 %) | 5.817 (9,91 %) | 5.954 (10,10 %) |

Alle Zahlen stammen von der Website der Stadt und wurden durch das Landesamt für Datenverarbeitung und Statistik Nordrhein-Westfalen (LDS NRW) erhoben. Die in kürzeren Zeiten inoffiziell durch die Stadt erhobenen Zahlen können nicht unbeträchtlich von den Stichtagszahlen abweichen.

### Demographie
| Männer | Alterstufe   | Frauen |
| ------ | ------------ | ------ |
| 1108   | unter 5      | 1111   |
| 1255   | 5–9          | 1247   |
| 1559   | 10–14        | 1442   |
| 1630   | 15–19        | 1433   |
| 1494   | 20–24        | 1561   |
| 1373   | 25–29        | 1301   |
| 1185   | 30–34        | 1435   |
| 1267   | 35–39        | 1672   |
| 2487   | 40–44        | 2576   |
| 2859   | 45–49        | 2814   |
| 2518   | 50–54        | 2433   |
| 1997   | 55–59        | 1920   |
| 1556   | 60–64        | 1732   |
| 1491   | 65–69        | 1701   |
| 1641   | 70–74        | 1925   |
| 1127   | 75–79        | 1386   |
| 618    | 80–84        | 884    |
| 263    | 85–89        | 574    |
| 61     | 90 und älter | 220    |

## Politik

### Stadtrat
Die Kommunalwahlen 2020 und 2014 führten zu folgenden Sitzverteilungen im Rat der Stadt:
| Partei / Liste | CDU | SPD | (B/G/L)* | Grüne | FDP | Gesamt |
| -------------- | --- | --- | -------- | ----- | --- | ------ |
| Sitze 2020     | 22  | 5   | 12       | 9     | 2   | 50     |
| Sitze 2014     | 23  | 8   | 6        | 5     | 2   | 44     |

* Bürgergemeinschaft Langenfeld

### Bürgermeister
Bis 1996 war der erste Bürgermeister ein Ehrenamt. Der erste Bürgermeister war „politisches“ Oberhaupt der Stadt und Vorsitzender des Stadtrates. Mit der Einführung des hauptamtlichen Bürgermeisters in Nordrhein-Westfalen im Jahre 1996 übernahm der hauptamtliche Bürgermeister auch die Funktion des Verwaltungsleiters der Stadtverwaltung.
Die Bürgermeister der Stadt Langenfeld seit der Gründung waren:
- 1946–1953 Karl Aschenbroich † 1953 (CDU)
- 1953–1961 Anton Schmitz (CDU)
- 1961–1989 Hans Litterscheid † 2014 (CDU)
- 1989–1994 Friedhelm Görgens † 2013[26][27] (CDU)
- 1994–2009 Magnus Staehler (CDU) – ab 1996 erster hauptamtlicher Bürgermeister[28]
- seit 2009 Frank Schneider (CDU)

2025 wird Frank Schneider sich nicht mehr zur Wiederwahl stellen.

### Stadtdirektoren
Bis zur Einführung des hauptamtlichen Bürgermeisters im Jahr 1996 war der Stadtdirektor der hauptamtliche Leiter der Stadtverwaltung.
- 1946–1956 Peter Dietzer
- 1956–1968 Hans Koch
- 1968–1980 Josef Wilken
- 1980–1996 Siegfried Honert

### Städtepartnerschaften
- Senlis, Frankreich (seit 3. Mai 1969)[30]
- Gostynin, Polen (seit 4. Oktober 1998)[31]
- Batangas City, Philippinen (vom 4. Oktober 1998 bis 2015)[32][33]
- Montale, Italien (seit 3. Oktober 2013)[34]
- Ennis, Irland (seit 3. Oktober 2013)[35]

### Städtefreundschaften
- Köthen, Sachsen-Anhalt (seit 3. Oktober 1990)[36]
- Kirjat Bialik, Israel (seit 1991)[37]
- Ferner wird seit 1995 eine Weinpatenschaft mit Lorch im Rheingau gepflegt.[38]

## Wirtschaft

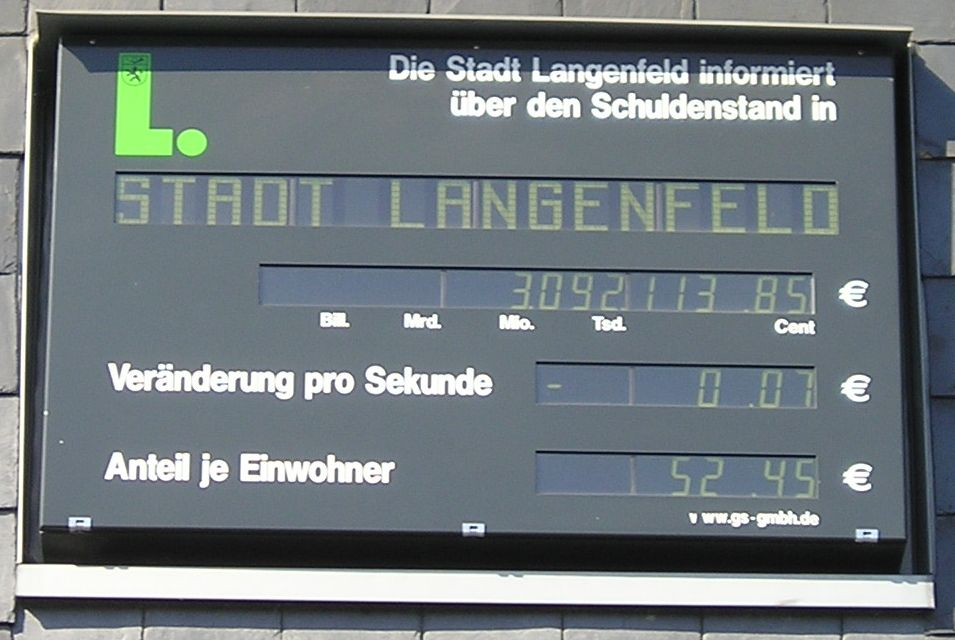
Schuldenuhr (2007)

Eine 1997 am Rathaus der Stadt Langenfeld angebrachte „Schuldenuhr“ mit den damals aktuellen Schuldenständen Langenfelds, des Landes Nordrhein-Westfalen sowie des Bundes wurde Ende 2008 demontiert und nach Grevenbroich weitergegeben. In Langenfeld habe sie ihren Zweck erfüllt, so die Aussage des damaligen Bürgermeisters Magnus Staehler, denn seit dem 3. Oktober 2008 sei die Stadt nun schuldenfrei. Die Stadt wurde dafür im bundesweiten Wettbewerb Großer Preis des Mittelstandes der Oskar-Patzelt-Stiftung im Jahr 2007 mit dem Preis „Kommune des Jahres“ geehrt. Um dieses Ziel zu erreichen, wurden einerseits Steuern erhöht, andererseits Kürzungen von Zuschüssen an Vereine vorgenommen, sodass von 1997 bis 2002 die Schulden halbiert wurden. Unter dem Motto Goldene Zeiten wurde dann am ersten Oktoberwochenende die Schuldenfreiheit und damit der für die Stadt wiedergewonnene Gestaltungsfreiraum mit einem großen Fest für die Bürger gefeiert. Bis 2013 war die durch Haushaltsüberschüsse angesparte Rücklage durch nachfolgende Haushaltsdefizite wieder stark geschrumpft. Im Jahre 2023 wies der Haushalt infolge der Corona-Krise und Preissteigerungen durch den Ukraine-Krieg bereits eine Lücke von 21 Mio. Euro auf. Die kompensierenden Ausgleichsrücklagen werden nach Stand 2023 im Haushaltsplan von 70 Mio. Euro auf 8,5 Mio. Euro im Jahre 2026 schrumpfen.
Mit ermöglicht wurde die Schuldenfreiheit durch eine Ansiedlungspolitik und durch Vereinfachungen von Prozessen in der Verwaltung. So konnten durch vereinfachte Genehmigungsverfahren für Unternehmensansiedelungen sowie die Erschließung neuer Gewerbegebiete nahe Düsseldorf-Hellerhof sowie der Vermarktung brachliegender Flächen in dem seit 1953 in der Hardt ausgewiesenen Industriegebiet Ost viele neue Unternehmen (unter anderem das Postverteilzentrum der Deutschen Post, Aldi, Orthomol sowie Speditionen und Warenhandelshäuser) gewonnen werden. Weitere neue Gewerbeflächen in der Nähe der Autobahnen 542 in Galkhausen und 59 sind zum Teil bereits vermarktet.
Weitere Unternehmen mit Sitz in Langenfeld sind:
- Acerinox – Deutschlandzentrale des spanischen Stahlkonzerns
- Ara AG (Schuhe)
- Bayer CropScience Deutschland GmbH – Vertriebsgesellschaft der Bayer CropScience AG
- Alent – (Global agierendes Unternehmen der Chemie und Elektrotechnik)
- Hallo Pizza (Franchise-Unternehmen)
- Halfen GmbH (Verankerungstechnik, Bewehrungstechnik)
- Kye Systems Europe GmbH (Computerperipheriehersteller mit dem Markennamen Genius)
- Neuraxpharm Arzneimittel GmbH (deutsches Pharmazieunternehmen)
- Octapharma GmbH (Schweizer Pharmazieunternehmen)
- Omron (Hersteller für Produkte der Industrieautomation und weiterer Industrieelektronik)
- Woolworth (Einzelhandel)

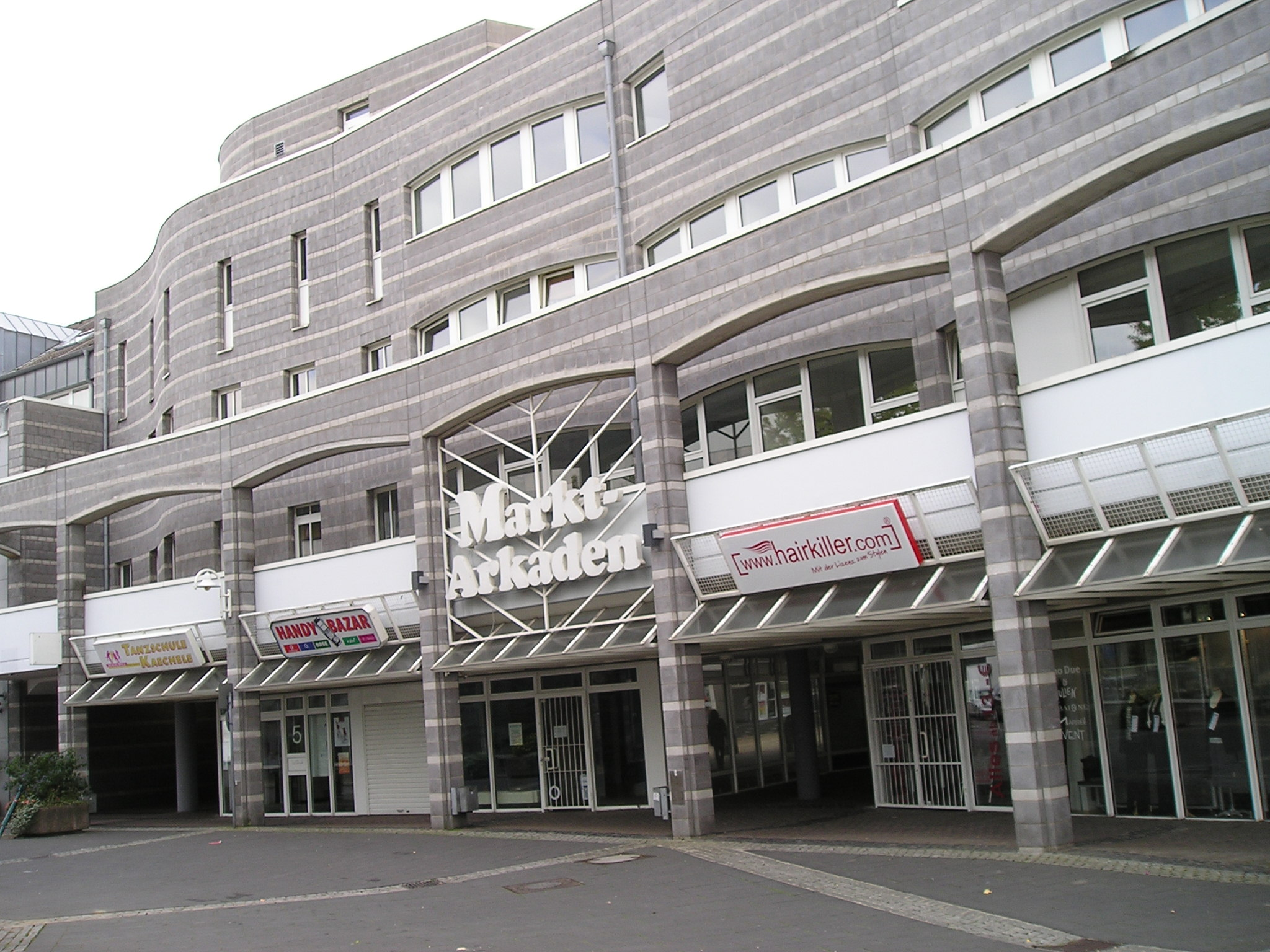
Marktarkaden
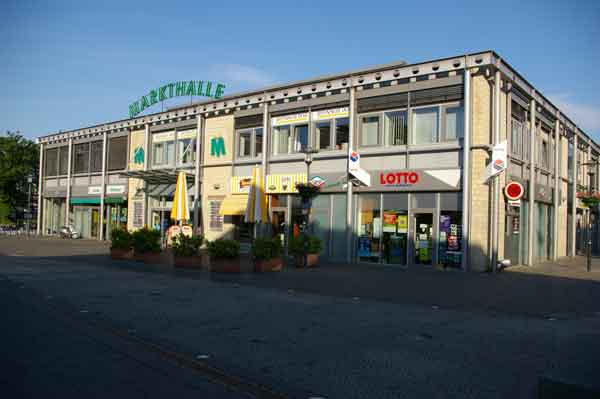
Markthalle
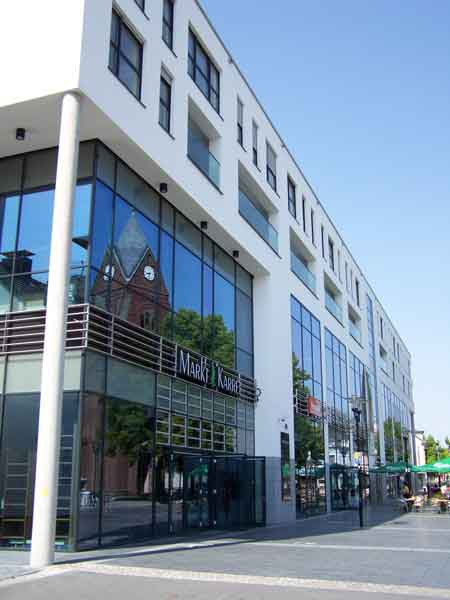
Marktkarree
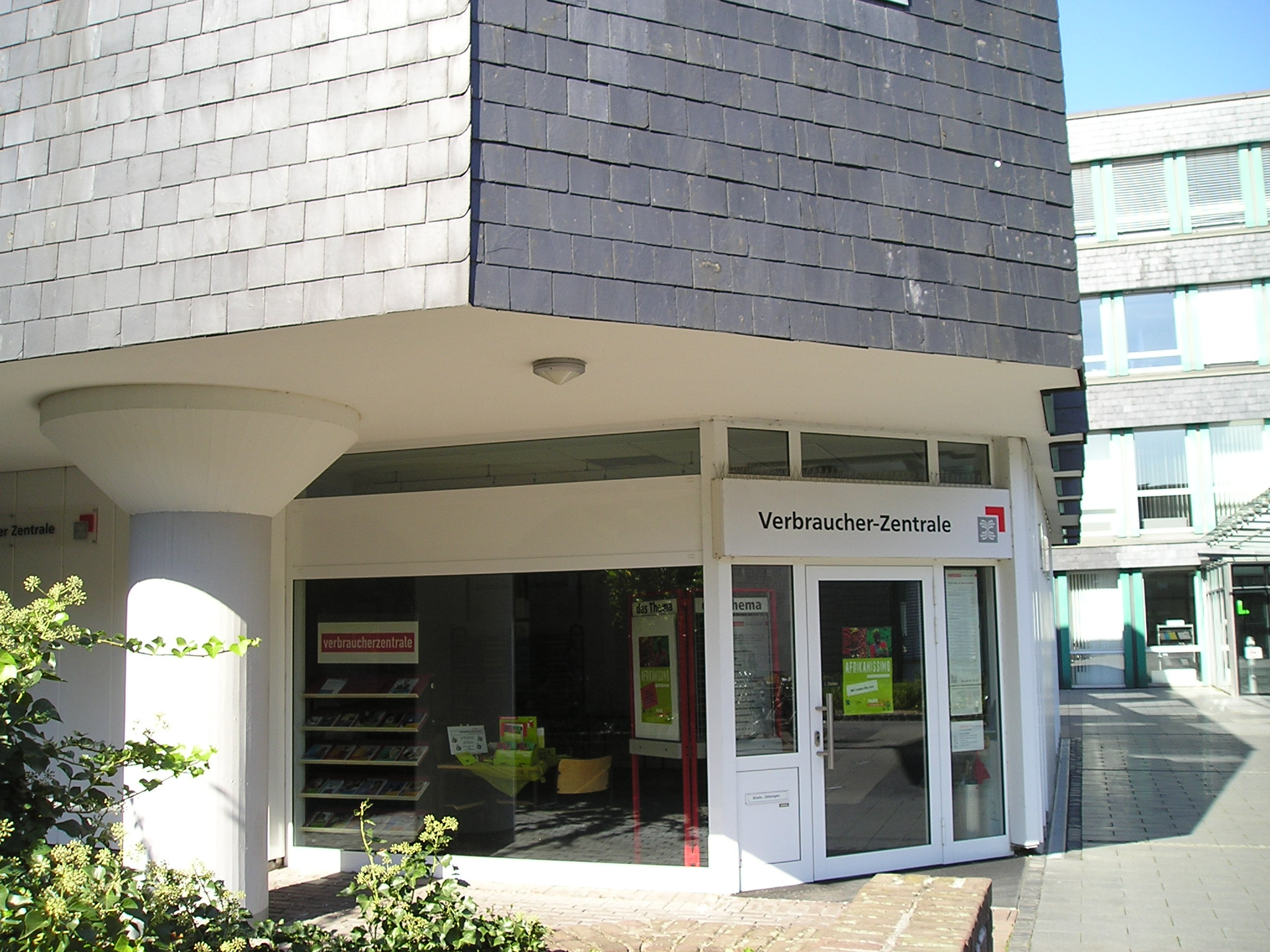
Verbraucherzentrale

### Einkaufsmöglichkeiten
Zentrale Einkaufsstraße in Langenfeld ist die Verbindung zwischen Rathaus / Konrad-Adenauer-Platz im nördlichen Bereich der City, über den Marktplatz bis hin zum Berliner Platz im Süden. Ursprünglich eine durchgängig befahrbare Straße, wurde Ende der 1990er-Jahre ein Teilstück zwischen Friedhofstraße und Marktplatz zu einer Fußgängerzone umgestaltet und gemeinsam mit dem ursprünglich als Parkplatz genutzten Marktplatz für den PKW-Verkehr gesperrt.
Ein weiteres Projekt zur Erneuerung der Einkaufsinfrastruktur ist der Um- bzw. Neubau des Gebäudes der insolventen Hertie GmbH (früher Karstadt). Die Immobilie wurde nach der Schließung von Hertie zu einem weiteren Ladenzentrum umgebaut, dem Sass am Markt (6200 m² Ladenfläche).
Während die Einkaufsmöglichkeiten in der Langenfelder Stadtmitte als „Langenfeld ShoppingMitte“ eine zentrale Steuerung durch die Stadtverwaltung bzw. das sog. Citymanagement erfahren, haben sich in den Stadtteilen eigenständige Einkaufsmöglichkeiten mit unterschiedlicher Ausprägung herausgebildet:
Historisch gewachsen sind in den Ortsteilen Richrath und Reusrath die Einkaufsmöglichkeiten rund um die Ortsteil-Kirchen. Darüber hinaus gibt es im Ortsteil Langfort ein Einkaufszentrum. Im Oktober 2016 eröffnete im Ortsteil Berghausen am Hugo-Zade-Weg ein neu entstandenes Einkaufszentrum.

## Kultur

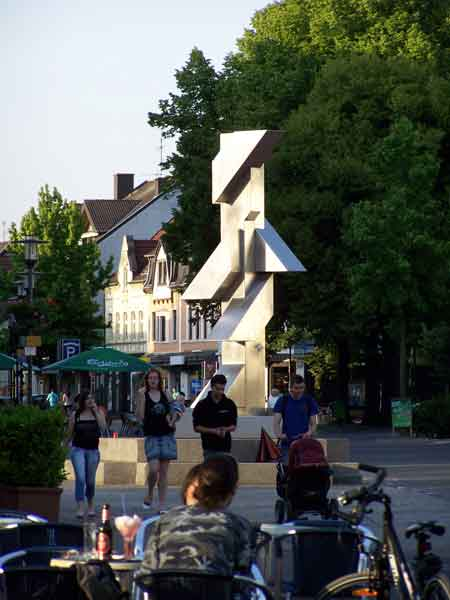
Hajek-Plastik in der Fußgängerzone
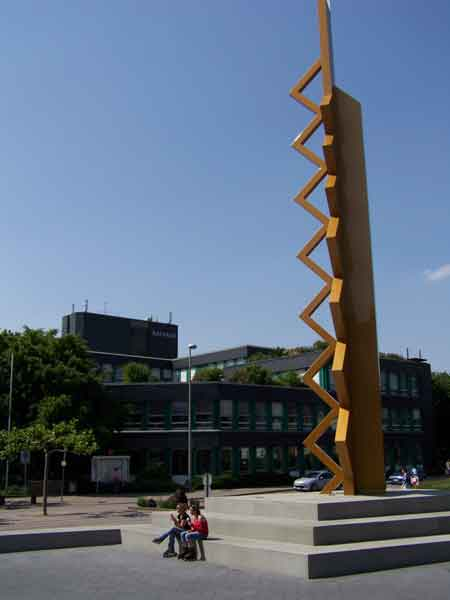
Mack-Skulptur vor KunZe, Rathaus, Sparkasse
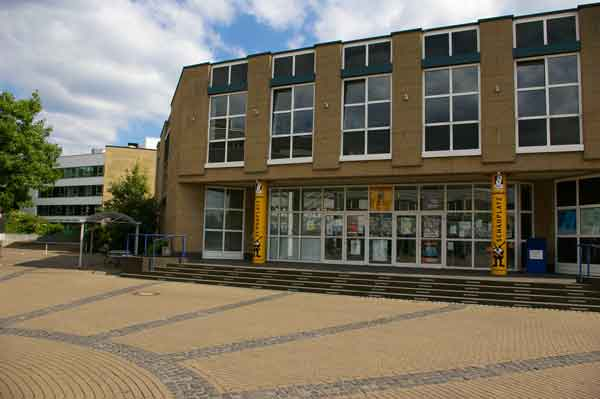
Schauplatz (Stadthallen), Stadtbibliothek und VHS
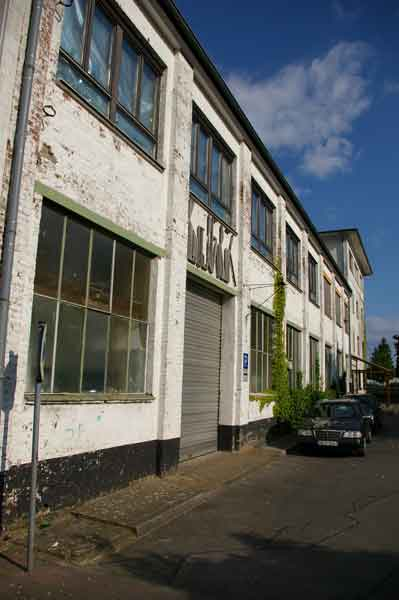
Die Kleinkunstbühne: Der Schaustall in Richrath

In der Stadtmitte Langenfelds befindet sich die Stadthalle „Schauplatz“, im Stadtteil Richrath der „Schaustall“ (auch bekannt unter ihrem früheren Namen Kulturfabrik). An beiden Veranstaltungsorten finden Kabarett und Musikevents statt. Betreiber ist die Schauplatz GmbH. Hier finden Veranstaltungen von Künstlern aus dem deutschsprachigen Raum statt. Ferner unterstützt das Unternehmen aber auch das lokale Improvisationstheater. Das junge Ensemble mit dem Porree als Markenzeichen wurde 2010 gegründet. Die Gründungsmitglieder des Improvisationstheaters stammen aus den Reihen des Langenfelder Kulturvereins. Zu ihm gehören das Kabarettensemble „Die Studiobühne“ und das Kinder-/Jugendtheater „Die Blinklichter“.
In den Räumlichkeiten der Stadthalle liegt die Stadtbibliothek/Artothek.
Ferner gibt es das ebenfalls von der Schauplatz GmbH betriebene Rex-Kino. Weitere städtische Kulturinstitutionen sind die Volkshochschule, die Jugendmusikschule, die Kunstschule und das Kulturelle Forum im Freiherr-vom-Stein-Haus (Stadtarchiv, Dauerausstellung zur Stadtgeschichte und wechselnde Kunstausstellungen). Zu der freien Kulturszene der Stadt zählen u. a. der 1983 gegründete Kunstverein, die „Künstlergruppe Falter“ (IG-KLM), die Theatergruppen wie dem Stadtensemble, der Lydton Film- und Videoclub und rund 30 Chöre und Orchester.
Kunst im öffentlichen Raum spielt in Langenfeld seit einigen Jahren eine größere Bedeutung. 2007 wurden mit dem Aufbau des Wiescheider Kottens, dem Haus des letzten Langenfelder Schalenschneiders Wilhelm Jakobs in einer großen, modernen Hülle aus Glas, ebenso wie der Installation der sogenannten Schwadlappe des Langenfelder Künstlers Franz Leinfelder im Stadtteil Immigrath an der B 229 zwei wichtige Kunstwerke neu aufgestellt. Für 2008 wurde – zum 60. Stadtjubiläum – eine 16 Meter hohe und etwa 600.000 Euro teure Skulptur („Großer vertikaler Rhythmus“) des international bekannten Künstlers Heinz Mack als Schenkung zweier wichtiger Langenfelder Unternehmen aufgestellt. Weitere Objekte sind die Hohlspiegel-Installation von Adolf Luther am Rathaus, zwei Skulpturen von Otto Herbert Hajek in der Fußgängerzone („Stadtzeichen“) und vor dem Eingang des Kunstvereins („Wandlungen“), sowie ein Edelstahlrelief von Horst Gläsker („Chaos und Ordnung“) am Haupteingang des Kulturzentrums.

## Religion
Langenfeld zählt die für nordrhein-westfälische Verhältnisse typischen christlichen und islamisch/muslimischen Glaubensgemeinschaften. Neben römisch-katholischen und evangelischen Kirchen gibt es in Langenfeld weitere religiöse Einrichtungen und Versammlungsräume anderer Glaubensrichtungen:

### Evangelische Kirchen
In Langenfeld bestehen drei evangelische Kirchen der evangelischen Kirchengemeinde Langenfeld:
- Erlöserkirche, Immigrath, Hardt
- Lukaskirche, Richrath, Kaiserstraße
- Martin-Luther-Kirche, Reusrath, Trompeter Straße

Die Johanneskirche im CBT-Haus, Langenfeld-Mitte, Eichenfeldstraße, wurde am 27. Januar 2017 entwidmet.

### Römisch-katholische Kirchen
21.500 katholische Gläubige (36 % der Gesamtbevölkerung) waren im Juni 2022 in Langenfeld registriert. Insgesamt acht römisch-katholische Kirchen und eine Krankenhauskapelle der katholischen Kirchengemeinde St. Josef und Martin gibt es in Langenfeld:
- St. Barbara, Reusrath, Trompeter Straße
- Christus König, Langenfeld-Mitte, Friedenstraße
- St. Gerhard, Mehlbruch-Gieslenberg, Rheindorfer Straße
- St. Josef (Pfarrkirche), Langenfeld-Mitte, Solinger Straße
- St. Maria Rosenkranz, Wiescheid, Kirchstraße
- St. Mariä Himmelfahrt, Hardt, Hardt
- St. Martin, Richrath, Kaiserstraße
- St. Paulus, Berghausen, Treibstraße
- Kapelle im St.-Martinus-Krankenhaus, Richrath, Klosterstraße

### Simultankirche
- LVR-Klinik-Kirche, Galkhausen

Die Kirche auf dem Gelände der Rheinischen Landesklinik (LVR) wird von Christen evangelischer und römisch-katholischer Konfession genutzt.

### Gotteshäuser anderer christlicher Konfessionen
- Gemeindezentrum – Freikirche der Siebenten-Tags-Adventisten, Friedrich-Krupp-Straße
- Gemeindezentrum – Apostolische Gemeinschaft, Bahnstraße
- Gemeindezentrum – Christengemeinde ecclesia Langenfeld, Goerdelerweg
- Gemeindezentrum – Evangelische Freie Gemeinde, Wilhelmstraße
- Gemeindezentrum Poststraße – Freie evangelische Gemeinde Langenfeld, Poststraße
- Kirchengebäude – Neuapostolische Kirche, Bachstraße
- Königreichssaal – Zeugen Jehovas, Schillerstraße
- Stadtmission Langenfeld, Herzogstraße

### Moschee
- Eyüp-Sultan-Camii-Moschee der DITIB, Türkisch-islamische Gemeinde, Industriestraße

## Sehenswürdigkeiten
Langenfeld hat aufgrund seiner durch Gemeindefusionen von Dörfern geprägten Geschichte der Neuzeit keinen historischen gewachsenen Ortskern oder sonstige Merkmale einer genetischen Stadtentwicklung. Dennoch finden sich in Langenfeld Sehenswürdigkeiten aus dem Mittelalter, der Neuzeit und der Moderne. Eine erste Galerie zeigt die Reste mittelalterlicher Turmhügelburgen (so genannter Motten) und deren aus Stein errichtete Nachfolgerinnen. So wird die Dückeburg als Nachfolgerin der Blockbachmotte, die Motte Schwanenmühle als Vorgängerin der Wasserburg Haus Graven betrachtet. Übrigens befindet sich in unmittelbarer Nähe zur Motte Schwanenmühle und etwa 800 Meter von Haus Graven entfernt noch die Mühle Schwanenmühle, Langenfelds älteste Mühle, die schon 1341 urkundlich erwähnt wurde.

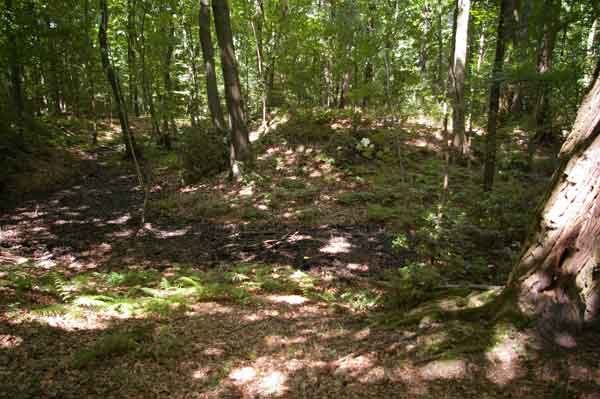
Motte Schwanenmühle in Langenfeld-Wiescheid
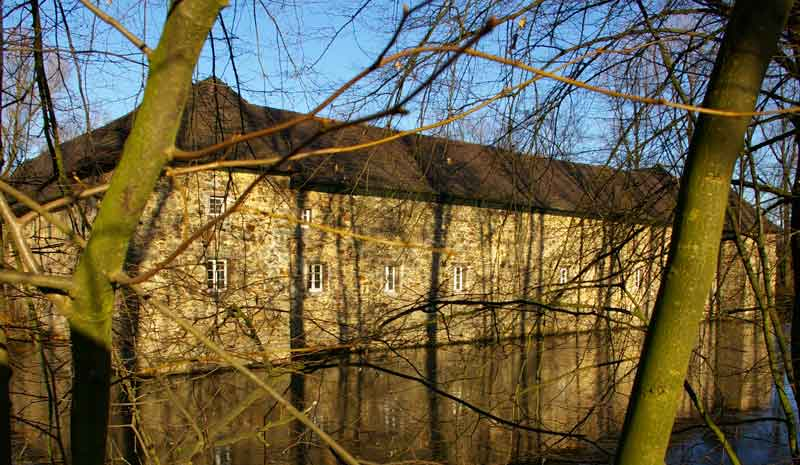
Wasserburg Haus Graven in Langenfeld-Wiescheid
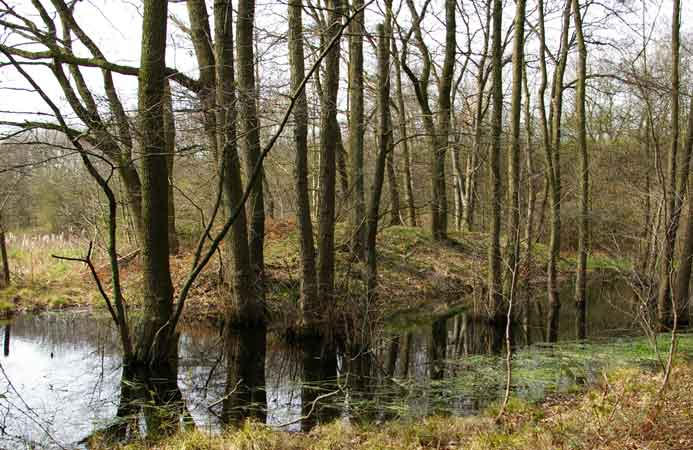
Motte Flachenhof am Blockbach in Immigrath
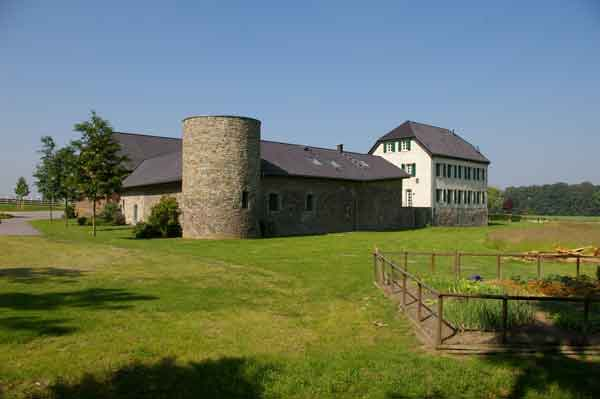
Dückeburg an der Reusrather Straße

Einen weiteren Schwerpunkt bilden die kirchlichen Baudenkmale. Abgesehen von St. Barbara in Reusrath und St. Martinus in Richrath, wird auf die jeweiligen Stadtteilseiten oder auf die jeweiligen Spezialseiten – so etwa zu St. Josef im Stadtzentrum – verwiesen.
Als ältestes Bauwerk der Stadt ist der aus dem elften Jahrhundert stammende Glockenturm von St. Martinus in Richrath zu nennen. Wegen ihrer über lange Zeit überregionalen Bedeutung zu nennen ist weiter die evangelische Martin-Luther-Kirche in Reusrath von 1783 sowie die oft vergessene, so genannte „Anstaltskirche“ auf dem Gelände der Rheinischen Kliniken in Galkhausen wegen ihres – so Müller – viel gelobten, aus drei Glocken bestehenden, sehr harmonischen Stahlgeläutes. Hier sei statt auf sakrale Gebäude noch einmal auf die vielen neuen Profanbauten in der Stadt verwiesen, von denen einige exemplarisch vorgestellt werden sollen. Sie zeigen die wirtschaftliche Entwicklung Langenfelds in den vergangenen Jahren auf.

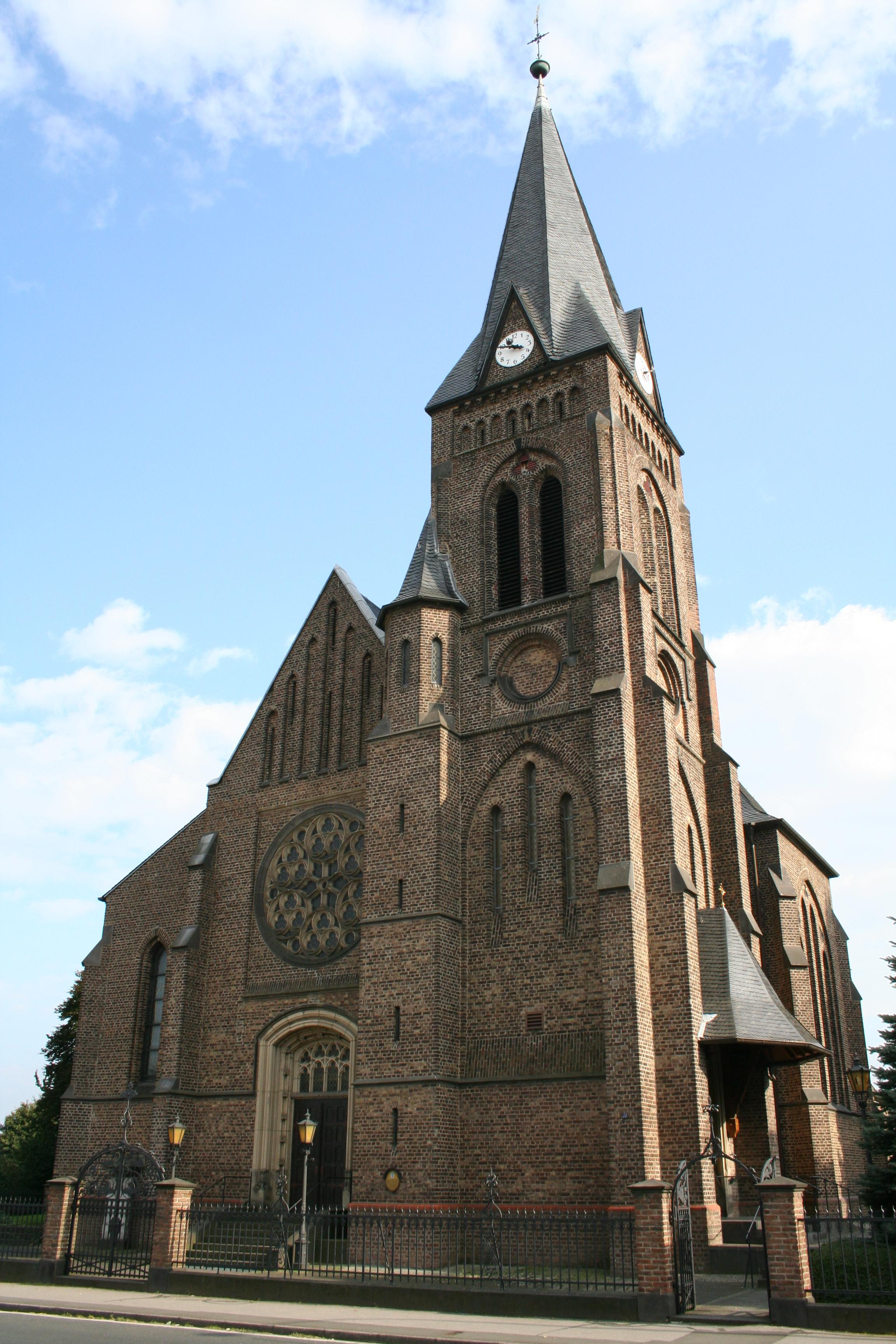
St. Barbara, Langenfeld-Reusrath (kath.)
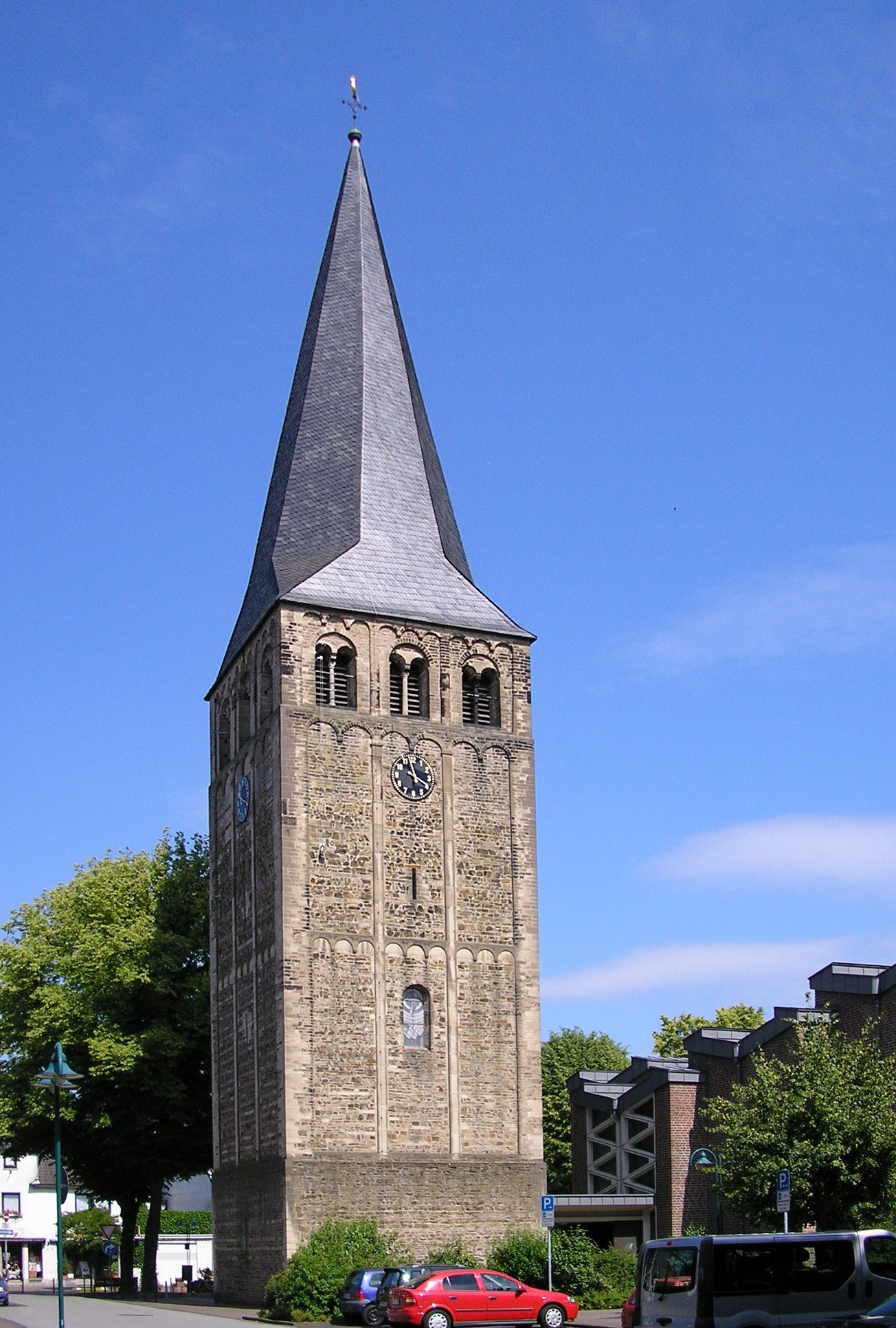
St. Martin, Langenfeld-Richrath (kath.)

Das Further Moor ist ein etwa 43 Hektar großes Naturschutzgebiet mit Heidemoor- und Übergangsmoorflächen.

## Schulen und Bildung

### Schulen
Über das Langenfeld Stadtgebiet sind 2023 insgesamt 16 Schulen an 17 Schulstandorten verteilt. Diese gliedern sich in zehn Grundschulen an elf Standorten und drei weiterführenden Schulen jeweils unter städtischer Trägerschaft eine Gesamtschule unter Trägerschaft eines Zweckverbandes mit der Stadt Hilden, zwei Förderschulen in der Trägerschaft des Kreises Mettmann sowie eine Förderschule des LVR.
Mit der Errichtung und Aufnahme des Schulbetriebes der 2. Gesamtschule (Prismaschule) ab dem Schuljahr 2013 / 2014 wurde gleichzeitig die Einstellung des Schulbetriebes mit dem Ende des Schuljahres 2017 / 2018 für die letzte Hauptschule (Felix-Metzmacher-Schule) sowie die Johann-Gutenberg-Realschule beschlossen. Eine weitere Förderschule, die Paul-Klee-Schule (Förderschwerpunkt körperliche und motorische Entwicklung) unter Trägerschaft des Landschaftsverbands Rheinland (LVR), die am alten Standort in Leichlingen zweimal durch Wupper-Hochwasser massiv beschädigt wurde, zog 2024 in einen Neubau auf den Liegenschaften der LVR-Klinik um.
Grundschulen:
- Christopherus-Schule, Städtische Kath. Grundschule
- Don-Bosco-Schule, Städtische Kath. Grundschule
- Erich Kästner-Schule, Städtische Gem. Grundschule
- Friedrich-Fröbel-Schule, Städtische Gem. Grundschule
- Grundschule Am Brückentor, Städtische Gem. Grundschule
- Peter-Härtling-Grundschule Gieslenberger Straße, Städtische Gem. Grundschule
- Grundschule Götscher Weg, Städtische Gem. Grundschule
- Grundschule Richrath-Mitte, Städtischer Schulverbund – Hauptstandort Jahnstraße
- Grundschule Richrath-Mitte, Städtischer Schulverbund – kath. Teilstandort Zehntenweg
- Grundschule Wiescheid, Städtische Gem. Grundschule
- Paulus-Schule, Städtische Kath. Grundschule

Realschulen:
- Kopernikus-Realschule

Gesamtschulen:
- Bettine-von-Arnim-Gesamtschule (Zweckverband Hilden-Langenfeld)
- Prismaschule

Gymnasium:
- Konrad-Adenauer-Gymnasium

Förderschulen des Kreises Mettmann:
- Schule an der Virneburg
- Förderzentrum Süd (Standort Langenfeld)

Förderschule des Landschaftsverbands Rheinland (LVR)
- Paul-Klee-Schule (Förderschwerpunkt körperliche und motorische Entwicklung)

### Sonstige Bildungsstätten
- Musikschule Langenfeld
- Volkshochschule Langenfeld
- Stadtbibliothek Langenfeld
- Langenfelder Bücherschrank (Berliner Platz)[59]
- KÖB St. Barbara (Katholische öffentliche Bücherei in Reusrath)
- KÖB St. Josef (Stadtmitte)
- KÖB St. Maria Rosenkranzkönigin (Katholische öffentliche Bücherei in Wiescheid)
- KÖB St. Martin (Katholische öffentliche Bücherei in Richrath)
- KÖB St. Paulus (Katholische öffentliche Bücherei in Berghausen)
- Gemeindebücherei „Gib und Nimm“ (Evangelisches Gemeindezentrum Erlöserkirche)

Berufsbildende Schulen oder (Fach)Hochschulen sind in Langenfeld keine angesiedelt. In den unmittelbar angrenzenden Städten Monheim am Rhein, Hilden, Leverkusen, Düsseldorf und Solingen sind zahlreiche berufsbildende Schulen vorhanden.

### Kindertageseinrichtungen
Insgesamt befinden sich in Langenfeld 24 „klassische“ Kindertageseinrichtungen unterschiedlicher Größe. Elf davon sind in städtischer Trägerschaft, 13 in freier Trägerschaft.

## Verkehr

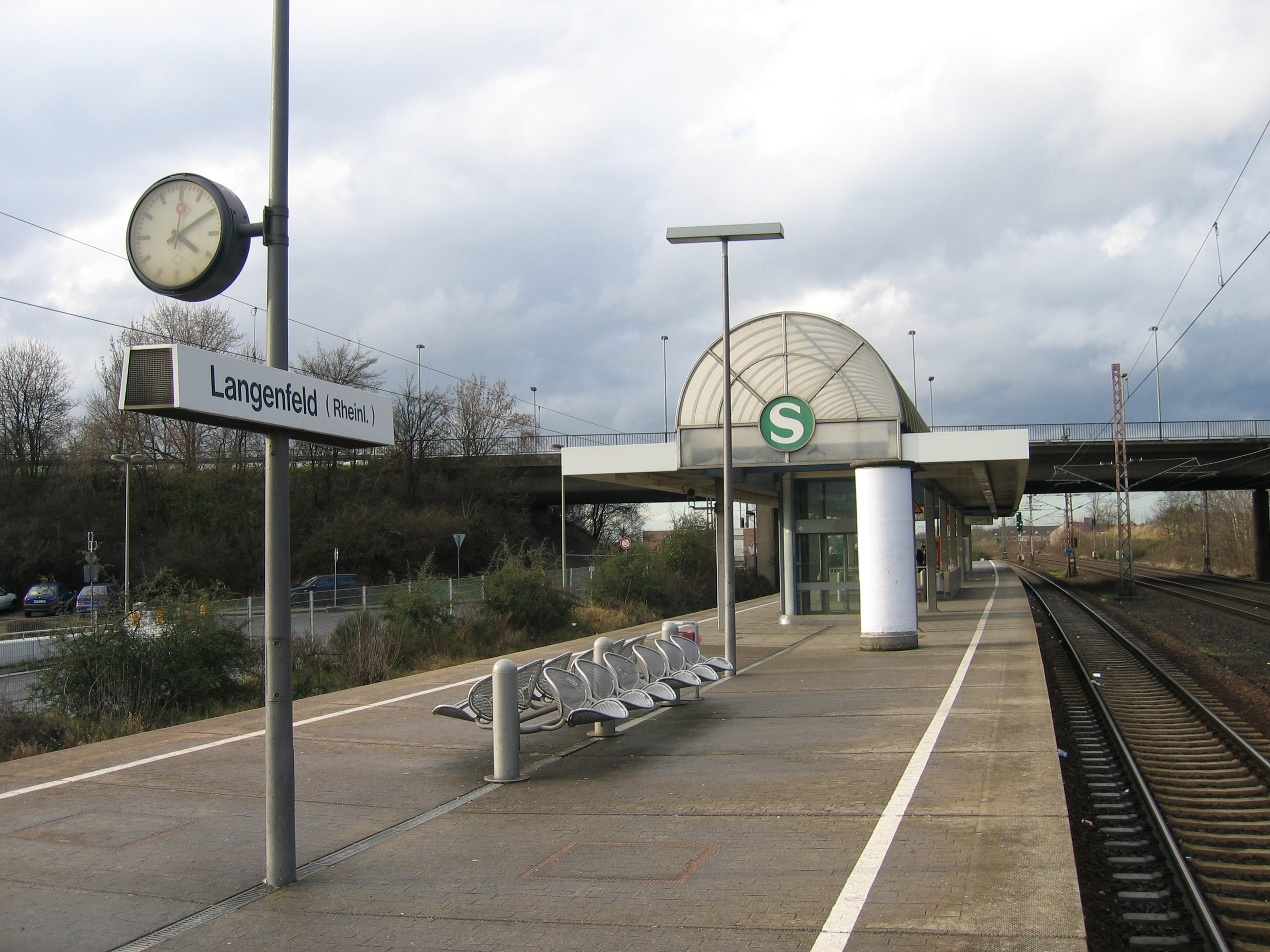
S-Bahnhof Langenfeld

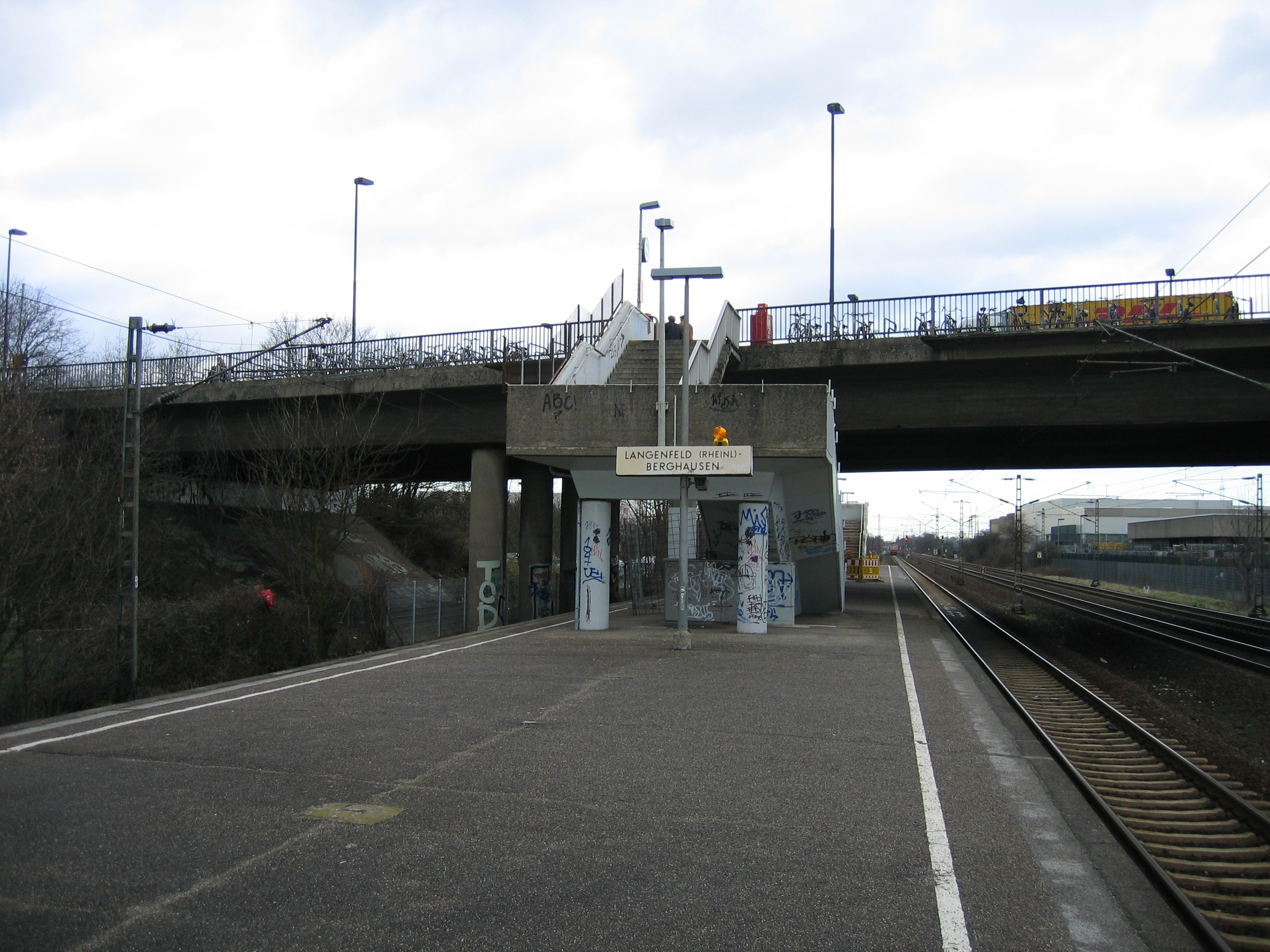
S-Bahnhof Langenfeld-Berghausen

### Ehemalige Verkehrsmittel

#### Gleislose Bahn
Die Gleislose Bahn Monheim–Langenfeld bestand vom 31. Mai 1904 bis zum 5. November 1908 und bewältigte eine Strecke von 4,5 Kilometern.

#### Straßenbahn
Von 1911 bis 1955 betrieben die Bahnen des Rhein-Wupper-Kreises eine Straßenbahnlinie von Opladen über Immigrath und Richrath bis nach Solingen-Ohligs. 1955 wurde der Fahrbetrieb zugunsten des Busbetriebs eingestellt, die Gleisanlagen wurden abgebaut.

### Eisenbahnverkehr
Im Öffentlichen Personennahverkehr ist die Stadt durch die Bahnstrecke Köln–Duisburg über die Haltestellen „Langenfeld (Rhld)“ und „Langenfeld-Berghausen“ an die S 6 Köln-Nippes – Köln Hbf – Langenfeld – Düsseldorf – Ratingen Ost – Essen sowie die S 68 Richtung Wuppertal angeschlossen.

### Busverkehr
Es verkehren diverse Buslinien in die angrenzenden Städte Düsseldorf, Hilden, Solingen, Leichlingen, Leverkusen und Monheim.

### Tarif
Die Stadt gehört zum Verkehrsverbund Rhein-Ruhr sowie zum Verkehrsverbund Rhein-Sieg. Daher gilt bei Fahrten in Richtung Leverkusen und Leichlingen der Tarif des Verkehrsverbundes Rhein-Sieg ab „Langenfeld-Berghausen“.

### Straßenverkehr
Langenfeld ist durch die Bundesautobahnen 3, 59 und 542 wie auch durch die Bundesstraßen 8 und 229 erschlossen.

### Flugverkehr
Die nächstliegenden Flughäfen sind Düsseldorf (etwa 32 Kilometer nördlich) und Köln/Bonn (etwa 35 Kilometer südlich).
In Langenfeld-Wiescheid befindet sich das Segelfluggelände Langenfeld-Wiescheid.

## Regelmäßige Veranstaltungen
Im April wird ein Stadtfest mit Kirmes veranstaltet.
Immer am vierten Sonntag im Mai findet das Kinderfest im Freizeitpark zur Völkerverständigung und Integration von Ausländern statt. Hier werden Veranstaltungen für und von Kindern angeboten, ferner internationale Küche sowie die Präsentation der Jugendarbeit von Sportvereinen.
Seit 1989 wird im Juni das ZNS-Sommerfest mit Bühnenveranstaltungen, Trödelmarkt, Auto-Präsentationen, verkaufsoffener Sonntag angeboten. Weitere Veranstaltungen im Juni sind das Erdbeerfest (seit 1979), diverse Schützenfeste und die Karibik-Nacht (seit 2007).
In den Sommerferien wird seit 2010 jeden Mittwoch die Reihe „Langenfeld live“ durchgeführt, bei denen kostenlose Open-Air-Konzerte auf dem Marktplatz stattfinden.

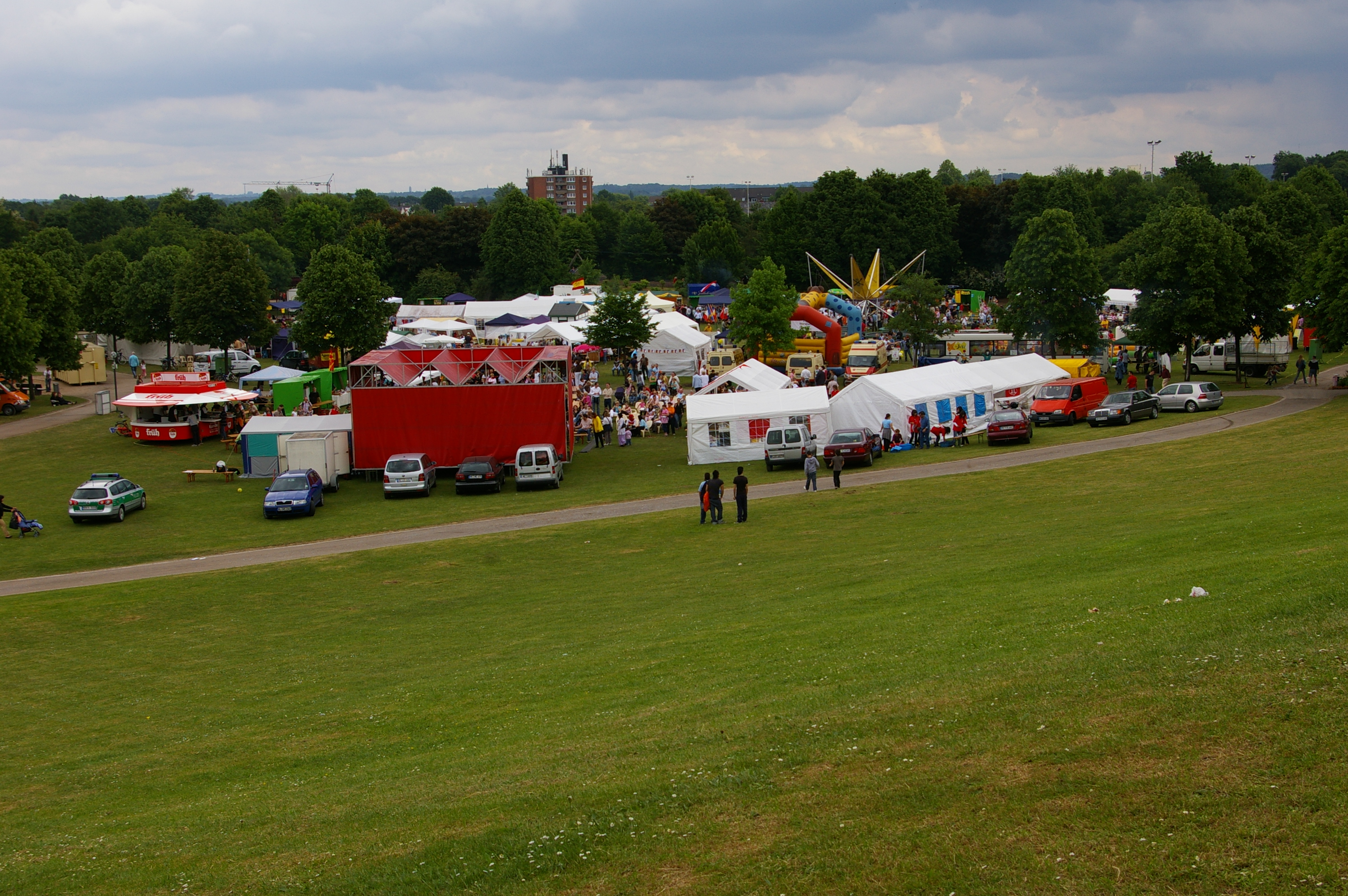
Zeltstadt im Freizeitpark

Im August wird die sogenannte „Schlemmermeile“ veranstaltet. Diese orientiert sich an den jährlich wechselnden Themenjahren angelehnt an andere Länder, wobei landestypische Gerichte angeboten werden.
Am ersten Septemberwochenende findet das Flugplatzfest in Langenfeld-Wiescheid statt. Hier zeigt die Luftsportgruppe Erbslöh ihre Segel- und Sportflugzeuge in Flugvorführungen. Daneben werden Rundflüge durchgeführt, Oldtimer ausgestellt und Kunstflüge gezeigt. Die Veranstaltung endet mit Ballonglühen, einem Feuerwerk und Livemusik.
Ebenfalls finden im September eine Kirmes sowie das Kartoffelfest in Berghausen und das Schoppenfest (seit 1985) statt.
Im Oktober wird das Kürbisfest in Langfort vom Verein „Wir in Langfort e. V.“ und der Herbstmarkt in Richrath veranstaltet.
Ende November spielen Die Blinklichter ein neues Stück. Es spielen Kinder und Jugendliche zwischen 9 und 18 Jahren ein extra für sie geschriebenes Theaterstück.
Im Dezember findet im Stadtzentrum ein Weihnachtsmarkt statt.

## Brauchtum
Wesentliche Standbeine des Langenfelder Brauchtums sind das Schützenwesen und der rheinische Karneval.

## Sport
In Langenfeld stehen, neben Turnhallen an fast jeder Schule, drei Großturnhallen, eine Judohalle, eine Bogensportanlage, ein kombiniertes Hallen- und Freibad, angeschlossen ein Sport- und Bewegungszentrum, zehn Sportplätze und eine Vielzahl von Räumlichkeiten für einzelne Sportarten, wie etwa für das Sportkegeln oder Schießen, zur Verfügung.

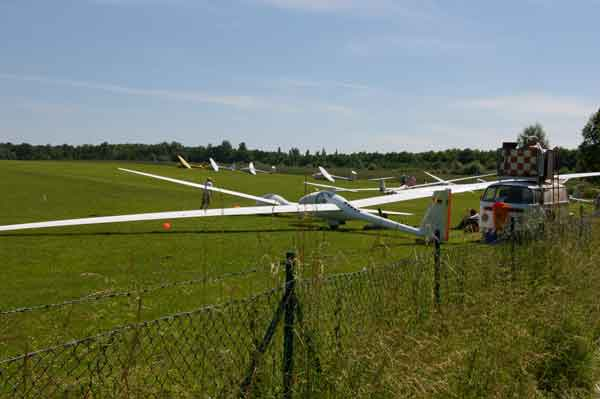
Flugplatz, Luftsportgruppe Erbslöh, Wiescheid
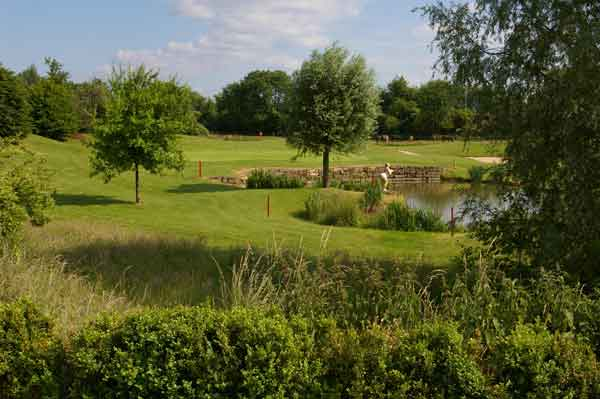
Teil des 9-Loch Golfplatzes am Katzberg
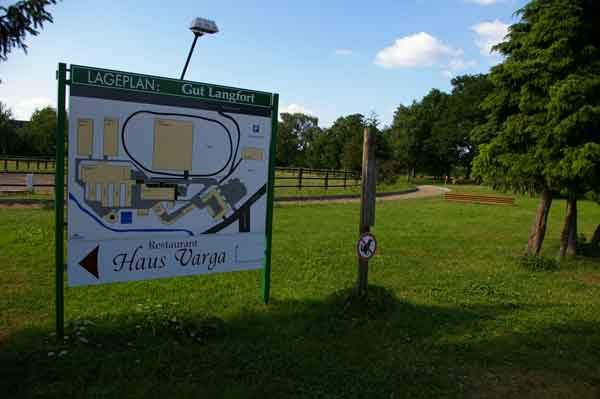
Gelände Landesreit- u. Fahrschule, Fuhrkamp
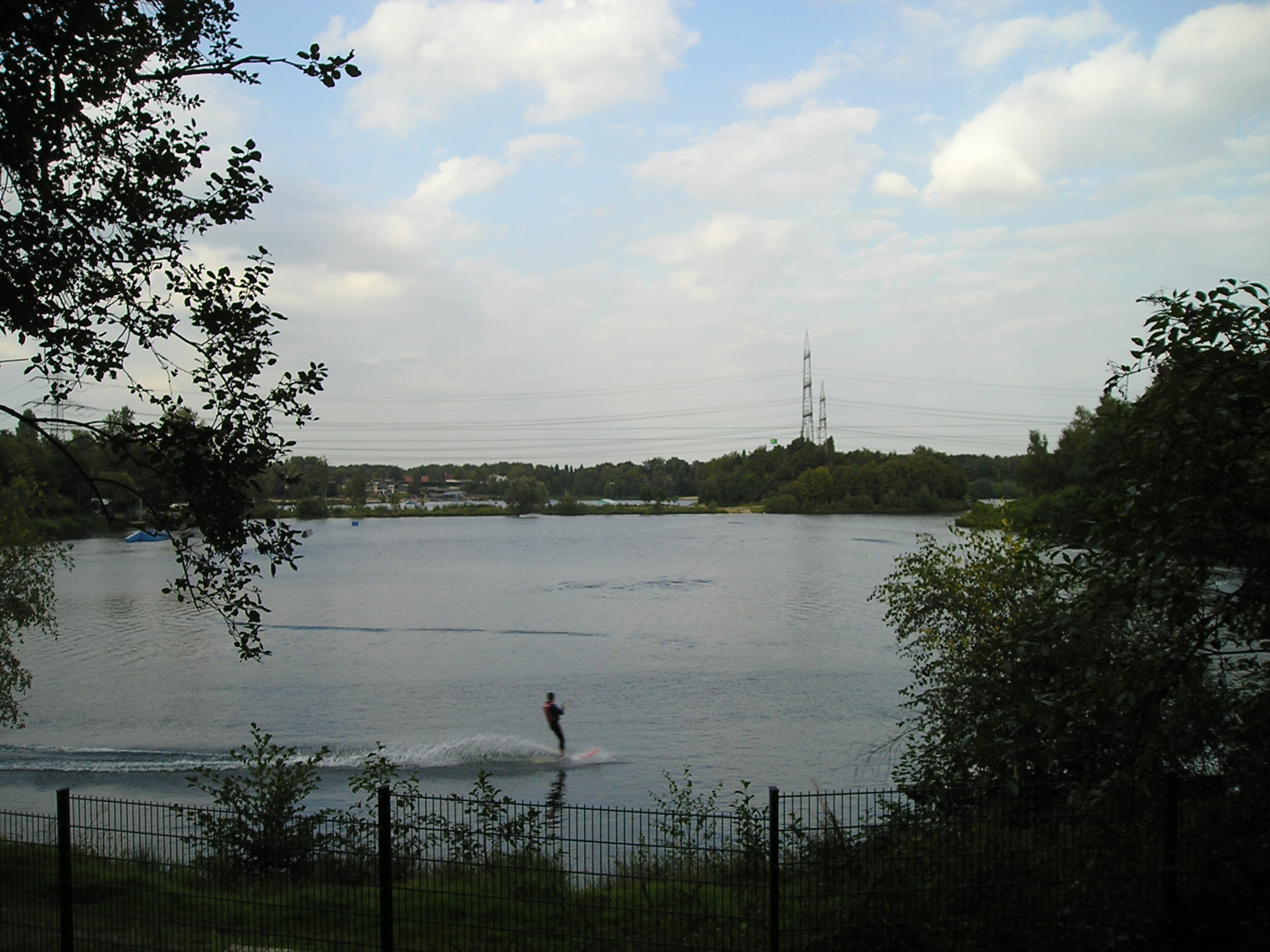
4-Bahnen-Anlage Wasserski, Berghausen

### American Football
- Langenfeld Longhorns, 2. Bundesliga (GFL 2 Nord)

### Badminton
- FC Langenfeld, Regionalliga[62], mehrmaliger deutscher Mannschaftsmeister, sowie 115 Einzelmeisterschaften von Spieler/-innen des FC Langenfeld, bekannteste Spieler: Björn Joppien, siebenmaliger Deutscher Meister im Einzel.
- Richrather Sportverein 08 e. V., Bezirksklasse, Breitensportverein in Langenfeld-Richrath, auch bekannt unter der Abkürzung „RSV08“

### Bogensport
- Bogensportgilde Rhein-Wupper e. V., gegr. 1971 Deutsche Meister (2012) / Europameister (2012)

### Cheerleading
- Cheer Label Langenfeld, mehrfacher NRW-Landes- und Deutscher Meister, Vize-Europameister

### E-Dart
- DC Bionics Reloaded, Leverkusener E-Dartliga A
- DC New Dark Angels, Leverkusener E-Dartliga A

### Fußball
- SSV Berghausen, Bezirksliga
- SC Germania Reusrath 1913, Landesliga
- TuSpo Richrath, Kreisliga A
- HSV Langenfeld, Bezirksliga
- GSV 1897 Langenfeld, Kreisliga A
- VfB 06 Langenfeld, Kreisliga A

### Handball
- SG Langenfeld (die Herren spielen in der Regionalliga Nordrhein, die Damen in der Verbandsliga)
- die Herren sind zweimaliger Sieger des DHB-Amateur-Pokals (2016, 2020)

### Hockey
- RSV08, Herren 1. Verbandsliga, Jugend- und Elternhockey

### Inklusion
- Behindertensportgemeinschaft Langenfeld 1962 e. V.
- 2021 bewarb sich die Stadt als Host Town für die Gestaltung eines viertägigen Programms für eine internationale Delegation der Special Olympics World Summer Games 2023 in Berlin. 2022 wurde sie als Gastgeberin für Special Olympics Sri Lanka ausgewählt.[63] Damit wurde sie Teil des größten kommunalen Inklusionsprojekts in der Geschichte der Bundesrepublik mit mehr als 200 Host Towns.[64]

### Inline-Skaterhockey
- SG Langenfeld Devils, 2. Bundesliga Süd, 1. Juniorenliga West und 1. Damenbundesliga

### Kampfsport
- Goju-Ryu Karate-Do, Karate-Abteilung Reusrath der SG Langenfeld[65] und Bewegungszentrum der Sportgemeinschaft Langenfeld
- Judo-Club Langenfeld (Judo, Taekwon-Do, Jiu Jitsu, Tai-Chi, Boxen), Oberliga und Bezirksliga[66]
- Kampfsportschule Langenfeld (Brazilian Jiu-Jitsu)[67]
- Tan-Gun Langenfeld e. V. (Taekwon-Do)[68]
- Yuishinkan-Goju-Ryu-Karate-Do Langenfeld, weitere Karate-Abteilung der SG Langenfeld[69]

### Kegeln
- SK Langenfeld e. V.1962
- Olympia 68/82 Langenfeld

### Luftsport
- LSG Erbslöh Langenfeld
- Ballon-Sport-Team Langenfeld

### Motorsport
- MSC Langenfeld

### Radsport
- RSC (Radsportclub) Langenfeld e. V.

### Reitsport
- RV Langenfeld Gut Langfort e. V. (Reitstall Schnitzler und LRFS-Gut Langfort) e. V.

### Rhönrad
- SG Langenfeld

### Schwimmen
- Schwimmverein Langenfeld 1912 e. V.
- DLRG Langenfeld

### Tanzsport
- Dancing Sweethearts (Turnier- und Showtanzgruppe)
- TSA der SG Langenfeld (Breitentanzsport, Turnier- & Formationstanzsport)
- Swinging Grasshoppers Langenfeld (Square Dance)
- L-town squeezers Langenfeld (Square Dance Plus und A1 Level)

### Tauchen
- Schwimmverein Langenfeld 1912 e. V., Tauchsportabteilung

### Tennis
- TC Grün-Weiß Langenfeld
- Langenfelder TC 76
- Wiescheider TC

### Tischtennis
- TTG Langenfeld 1950, NRW-Liga
- SSV Berghausen, Bezirksklasse

### Volleyball
- SG Langenfeld (Damen-3. Liga, Herren-Verbandsliga)

### Wasserski und Wakeboard
- Wasserski Langenfeld

## Persönlichkeiten

### Söhne und Töchter der Stadt
- Matthias Aschenbroich (* 1981), Handballspieler
- Menderes Bağcı (* 1984), Musiker und Entertainer
- Stefan Berger (* 1964), Historiker und Hochschullehrer
- Tim Bergmeister (* 1975), Rennfahrer, älterer Bruder von Jörg Bergmeister
- Richard Blank (1939–2022), Autor und Filmemacher
- Jenny Böken (1989–2008), Sanitätsoffizier-Anwärterin der Deutschen Marine auf der Gorch Fock
- Daniel Cartus (* 1978), Fußballspieler
- Fabienne Deprez (* 1992), Badmintonspielerin
- Marcel Fürst (* 1993), American-Football-Spieler
- Otto Heinrich Goebel (1872–1955), in Reusrath geborener Volkswirt und Hochschullehrer
- Gerd Grupe (* 1955), Musikethnologe
- Norbert Hanel (* 1958), Provinzialrömischer Archäologe
- Jochen Herdieckerhoff (1963–2006), Dramaturg und LGBT-Aktivist
- Thomas Hübener (* 1982), Fußballspieler
- Björn Joppien (* 1981), Badmintonspieler
- Jürgen Kohler (* 1953), Rechtswissenschaftler und Hochschullehrer
- Jochen Küpper (* 1971), Physiker, Chemiker und Hochschullehrer
- Edgar Lein (* 1959), Kunsthistoriker und Hochschullehrer
- Daniel Lindemann (* 1985), Schauspieler
- Hans Litterscheid (1921–2014), ehemaliger Bürgermeister der Stadt Langenfeld (1961–1989), Ehrenbürger der Stadt Langenfeld
- Richard Mademann (* 1968), Fußballspieler
- Rudolf Mellinghoff (* 1954), Rechtswissenschaftler (2001–2011 Richter des Bundesverfassungsgerichts, 2011–2020 Präsident des Bundesfinanzhofes)
- Christian Menzel (* 1971), Rennfahrer, u. a. Deutsche Tourenwagen-Meisterschaft für BMW und Opel, Porsche Carrera Cup, Porsche Supercup, Fernsehmoderator diverser Motorsport-Sendungen
- Dirk Rehbein (* 1967), Fußballspieler, u. a. Bayer 04 Leverkusen, SC Fortuna Köln, FC Hansa Rostock
- Herbert Reul (* 1952), Politiker (CDU), Innenminister des Landes Nordrhein-Westfalen
- Matthias Ruschke (* 1982), ehemaliges Kindermodell und Kinderstar
- Anton Schaaf (1962–2020), Politiker (SPD), Bundestagsabgeordneter und Gewerkschafter
- Klaus Peter Schick (1955–2022), Diplomat
- Horst Schroten (* 1957), Arzt, Infektiologe und Hochschullehrer
- Frank Schneider (* 1963), Politiker (CDU), seit 2009 Bürgermeister von Langenfeld
- Cora Schumacher (* 1976), von 2001 bis 2015 Ehefrau des Rennfahrers Ralf Schumacher[70]
- Shelley Thompson (* 1984), Fußballspielerin

### Weitere Persönlichkeiten
- Radasłaŭ Astroŭski (1887–1976), belarussischer NS-Kollaborateur, wohnte 1952 in Langenfeld[71]
- Jörg Bergmeister (* 1976), Rennfahrer, der in Langenfeld lebt
- Willi Bergmeister (1949–2013), Automobilrennfahrer und Förderer von Michael Schumacher
- Mahmoud Dahoud (* 1996), Fußballspieler, deutscher Nationalspieler; aufgewachsen in Langenfeld
- Sascha Dum (* 1986), Fußballspieler, spielte von 1993 bis 1996 beim HSV Langenfeld
- Rolf D. Gassen (* 1942), Kommunalpolitiker (FDP); von 1989 bis 2004 stellvertretender Bürgermeister der Stadt Langenfeld
- Viktor Haase (* 1969), politischer Beamter (Bündnis 90/Die Grünen); aufgewachsen in Langenfeld
- Felix Metzmacher (1877–1914), von 1908 bis 1914 Bürgermeister von Langenfeld
- LAHS (Lars Murach; * 1974) Cartoonist und Karikaturist, ausgezeichnet mit dem „Geflügelten Bleistift“ beim Deutschen Karikaturenpreis 2019; lebte von 1974 bis 2011 in Langenfeld
- Wolfgang Schmitt (* 1959); Politiker (Grüne), GTZ-Geschäftsführer 2000–2009, 1984–1990 Mitglied des Langenfelder Rats
- Michael Schophaus (* 1956), Journalist und Buchautor; lebt seit 1999 in Langenfeld
- Heinrich Völkel (1925–1992), 40 Jahre Stadtrat (SPD) und langjähriger stellvertretender Bürgermeister der Stadt Langenfeld; Ehrenringträger und Ehrenbürger der Stadt

## Wissenswertes
- Im Jahre 2002 nahm die Stadt Langenfeld an den Jüdischen Kulturtagen im Rheinland teil.
- Seit 2013 gehört Langenfeld zu den wenigen deutschen Städten, die keine eigenen Schulden haben.[72]